# T-90
T-90 là xe tăng chiến đấu chủ lực thế hệ thứ ba của Nga được phát triển để thay thế xe tăng T-72. Nó được sản xuất với số lượng ít vào năm 1993 và chính thức phục vụ trong quân đội Nga năm 1995, dựa trên kiểu mẫu đầu tiên được gọi bí danh là Object 188. T-90 nguyên gốc là một phiên bản hiện đại hóa sâu của T-72B, được tích hợp nhiều đặc tính thiết kế của T-80. Ban đầu được đặt tên là "T-72B nâng cấp" (Т-72Б усовершенствованный), viết tắt T-72BU nhưng đến năm 1992 được đặt lại tên mã là T-90.
Từ năm 2001 đến 2010, theo thống kê của Nga thì T-90 là loại xe tăng chủ lực được bán chạy nhất thế giới. Tuy nhiên, từ cuối năm 2011, quân đội Nga đã ngưng đặt hàng thêm T-90 để chuyển sang mua loại xe tăng hiện đại hơn là T-14 Armata.. Mặt khác, Nga cũng sử dụng nhiều công nghệ trên T-90 để nâng cấp và hiện đại hóa hàng ngàn xe tăng T-72, T-80 đang còn niêm cất đưa ra sử dụng để tiết kiệm chi phí, vừa tận dụng sử dụng, vừa để xuất khẩu. Dù vậy, dây chuyền sản xuất T-90 vẫn được hoạt động ở mức cao để phục vụ xuất khẩu cho các quốc gia có nhu cầu.
T-90 là loại xe tăng đầu tiên trên thế giới được trang bị hệ thống bảo vệ 5 lớp: lớp 1 là hệ thống ngụy trang "Nakidka" để làm giảm khả năng bị đối phương phát hiện bởi ống nhòm, radar hoặc tín hiệu hồng ngoại; lớp thứ 2 là hệ thống phòng thủ chủ động quang điện gây nhiễu Shtora-1 để chống lại các tên lửa dẫn đường bằng laser, hồng ngoại cũng như gây rối các hệ thống hiển thị mục tiêu; lớp thứ 3 là hệ thống phòng thủ chủ động ARENA chuyên đánh chặn các loại đạn chống tăng trước khi chúng lao vào xe, lớp thứ 4 là giáp phản ứng nổ gắn ngoài, và lớp thứ 5 là vỏ giáp được kết hợp giữa thép độ bền cao và vật liệu tổng hợp (composite). Trước khi T-14 Armata ra đời, T-90 được coi là mẫu xe tăng có khả năng phòng vệ tốt nhất thế giới. Hệ thống chống mìn bằng xung điện EMT-7 cũng được thử nghiệm trên T-90 nhưng nó chưa được gắn đại trà vào các T-90 đang hoạt động.
Theo xếp hạng của trang web quân sự Military Today (Hoa Kỳ) về top 10 loại xe tăng tốt nhất trên thế giới năm 2015, T-90 xếp ở vị trí thứ 10 trong khi một dòng xe tăng khác của Nga là Armata xếp thứ 5 còn M1A2 Abrams của Mỹ xếp thứ 3 (tuy nhiên nhiều yếu tố như khả năng thực sự của vỏ giáp được các nước giữ bí mật nên xếp hạng này chỉ dựa theo các thông số được công bố rộng rãi). Theo trang web China.org.cn vào năm 2012, T-90 xếp ở vị trí thứ 10 trong số những loại xe tăng mạnh nhất thế giới thời điểm đó, đứng sau cả loại Type-96 và Type-99 của Trung Quốc cũng như M1A2 SEP của Hoa Kỳ. Tuy nhiên, theo National Interest (Hoa Kỳ), những bảng xếp hạng kiểu này cần xác định lại sau khi lần lượt T-90, M1 Abrams, Leopard 2 trải qua thực chiến tại Trung Đông, tại đó hàng loạt M1 và Leopard 2 bị tên lửa chống tăng bắn cháy trong khi T-90 thì lại có những màn thể hiện khả năng chống đạn rất ấn tượng, và theo đó thì T-90 được National Interest xếp vào top 5 xe tăng hiện đại nhất năm 2016 Một số lượng lớn xe tăng M1 Abrams của Mỹ đã bị tên lửa chống tăng lỗi thời bắn cháy tại chiến trường Trung Đông, cho thấy những điểm yếu rất lớn của Abrams trong cuộc chiến tranh phi đối xứng, điều đó buộc quân đội Iraq phải chuyển sang mua T-90 Cũng có ý kiến cho rằng lí do Iraq chuyển sang mua T-90 không hẳn là vì nó có thông số trên lý thuyết mạnh hơn xe tăng của Mỹ, mà bởi hiệu suất toàn diện của T-90 đã tỏ ra vượt trội hơn trong thực tế chiến đấu (động cơ phù hợp với môi trường sa mạc, dễ bảo trì hơn, chống tên lửa tốt hơn, có cả hệ thống bảo vệ chủ động và thụ động trong khi giá lại rẻ hơn một nửa).
Ngoài Nga, T-90 còn được sử dụng bởi quân đội các nước Ấn Độ, Việt Nam, Iraq, Algérie và Azerbaijan.

## Thông tin chung
Xe tăng chủ lực T-90 trang bị pháo nòng trơn 125 mm với sự tăng cường độ chính xác, hệ thống cân bằng pháo – tăng 2 chiều dọc – ngang, đồng trục với pháo là súng máy 7,62 mm (PKT hoặc PKTM) và súng phòng không 12,7 mm (NSVT-12,7 hoặc KORD). Trên T-90 lắp tổ hợp điều khiển hỏa lực tự động với máy tính toán đường đạn kỹ thuật số và kính ngắm hồng ngoại hoạt động trong điều kiện ngày và đêm, thiết bị nạp đạn tự động (AZ) đảm bảo hiệu quả chiến đấu cao của các loại vũ khí trong xe. Thiết bị súng máy phòng không (ZPU) với thiết bị ngắm và dẫn bắn từ xa cho phép bắn mục tiêu trên không và trên mặt đất từ trong buồng chiến đấu của xe tăng. T-90 trang bị tổ hợp chế áp quang điện (KOEP) TShU-1 "Shtora-1" làm giảm xác suất bị bắn cháy bởi các tên lửa chống tăng có điều khiển (PTUR) của đối phương bằng cách tạo ra các dải nhiễu có điều khiển và các thiết bị chống tăng (PTS) với sự chỉ thị mục tiêu và đo xa bằng tia laze. Trên T-90 hệ thống phòng thủ tập thể (SKZ) khỏi tác động của vũ khí hủy diệt hàng loạt (OMP), hệ thống chữa cháy một cách nhanh chóng (PPO) trên cơ sở bộ cảm biến quang học với đám cháy, trang bị dành cho việc tự ủi, trang bị cho việc vượt chướng ngại vật nước (vượt vũng, sông) theo đáy (OPVT). Trong xe tăng đã thực hiện được lời giải về cấu trúc nhằm giảm hiệu quả của các thiết bị phát hiện và dẫn bắn theo tia hồng ngoại và đảm bảo sự bảo vệ cho xe tăng khỏi ảnh hưởng khỏi sự cháy của các hỗn hợp "napal". Xe tăng có khả năng trang bị thiết bị quét mìn dạng lưỡi dao KM7-6M2 hoặc bánh quét mìn dạng lưỡi dao KMT-7 hoặc thiết bị quét mìn KMT-8 với đầu nối điện từ.

## Lịch sử ra đời và phát triển
T-90 nguyên thủy là một phiên bản hiện đại hóa sâu của T-72B, mang tên "Object 188" (Obyekt 188) của nhà máy Uralvagonzavod tại Niznhy Tagil. Lãnh đạo chương trình là kỹ sư trưởng Vladimir Ivanovich Pokin. Từ năm 1989, xe tăng được chuyển giao cho GSI.
Cuối thập niên 1980, phương Tây cho ra đời các loại xe tăng mới như Leopard-2A4 của Đức, M1A1HA của Mỹ... Để duy trì ưu thế kỹ thuật, Liên Xô đề ra 2 dự án hiện đại hóa chiếc T-72B và được tiến hành song song, bao gồm:
- Object 187 (Dự án 187, còn gọi là T-72BI): Đây là phiên bản bản hiện đại hóa toàn diện của T-72B. Xe tăng được trang bị khẩu pháo mới 125mm 2A66, có thể bắn được các loại đạn xuyên giáp mạnh hơn so với loại 2A46M của T-72B. Động cơ được thay mới bằng loại 1200 mã lực, mạnh hơn đáng kể so với động cơ 840 mã lực của T-72B. Đặc biệt, T-72BI tập trung vào việc tăng mức độ của vỏ giáp lên mức cực cao, bằng cách sử dụng tháp pháo hàn kiểu mới, dùng nhiều hơn lớp giáp composite và giáp gốm mật độ cao cho tháp pháo và mặt trước thân, cùng bộ giáp giáp phản ứng nổ kiểu mới thế hệ thứ 3 (nguyên mẫu của loại giáp Relikt trên T-90MS sau này), và hệ thống bảo vệ chủ động Shtora-1. Trọng lượng xe tăng vào khoảng 50 tấn. Độ dày của vỏ giáp trước tương đương 900 - 950mm thép cán tiêu chuẩn, cùng với giáp phản ứng nổ thế hệ 3 sẽ làm tăng chỉ số này thêm ít nhất là 50%. Mức bảo vệ này thậm chí vượt qua tất cả các xe tăng hiện đại trên thế giới vào thập niên 2010 (cho tới khi T-14 Armata ra đời), hoàn toàn đủ sức chống lại mọi loại đạn cỡ 120mm trên xe tăng phương Tây.
- Object 188 (Dự án 188, còn gọi là T-72BU): Đây là phiên bản bản cải tiến ít tham vọng hơn so với T-72BI. Về cơ bản, nó là T-72B được cải tiến các thiết bị điện tử, điều khiển hỏa lực... bằng các công nghệ trên xe tăng T-80U. Động cơ, vỏ giáp và pháo chính được giữ nguyên so với T-72B.

Mục tiêu của "Obyekt 188" - cùng với người anh em có thiết kế tinh vi hơn là Obyekt 187 - là nâng cấp T-72B lên cùng mức độ với T-80U/UD, thậm chí là mạnh hơn. Một nhược điểm của T-72B thời đó là không có hệ thống điều khiển bắn hiện đại. Hệ thống ngắm bắn 1A40-1 tuy đơn giản và đáng tin cậy nhưng không mang lại các tính năng mà xe tăng hiện đại cần có. Giải pháp nâng cấp đó là tích hợp hệ thống điều khiển hỏa lực 1A45 "Irtysh" đang sử dụng trên T-80U/UD..
Đến năm 1991, đã có 6 mẫu thử của T-72BI được chế tạo, các thử nghiệm cho thấy nó có tiềm năng rất lớn. Nếu được sản xuất, đây chắc chắn sẽ là loại xe tăng hiện đại nhất thế giới, không có đối thủ ngang tầm từ phương Tây. Tuy nhiên, việc Liên Xô tan rã khiến kinh phí quốc phòng bị cắt giảm, và chương trình T-72BI bị đình chỉ. Quân đội quyết định lựa chọn T-72BU là dự án được tiếp tục do nó đòi hỏi ít kinh phí hơn.
Obyekt 188 được thử nghiệm ở cấp độ quốc gia vào tháng 1 năm 1989, và kết quả thử nghiệm cho thấy mẫu xe tăng này có độ tin cậy cao. Đến ngày 27 tháng 3 năm 1991, Bộ Quốc phòng cũng như cơ quan phụ trách sản xuất xe tăng của ngành công nghiệp quốc phòng đã chấp thuận biên chế Obyekt 188 vào quân đội Liên Xô. Mẫu Obyekt 187 bị loại. Tuy nhiên, mọi thứ đột ngột bị gián đoạn do sự sụp đổ của Liên Xô cũng như thiệt hại nặng nề của các xe T-72M của Iraq trong Chiến tranh Vùng Vịnh. Quá trình biên chế Obyekt 188 bị dừng lại.

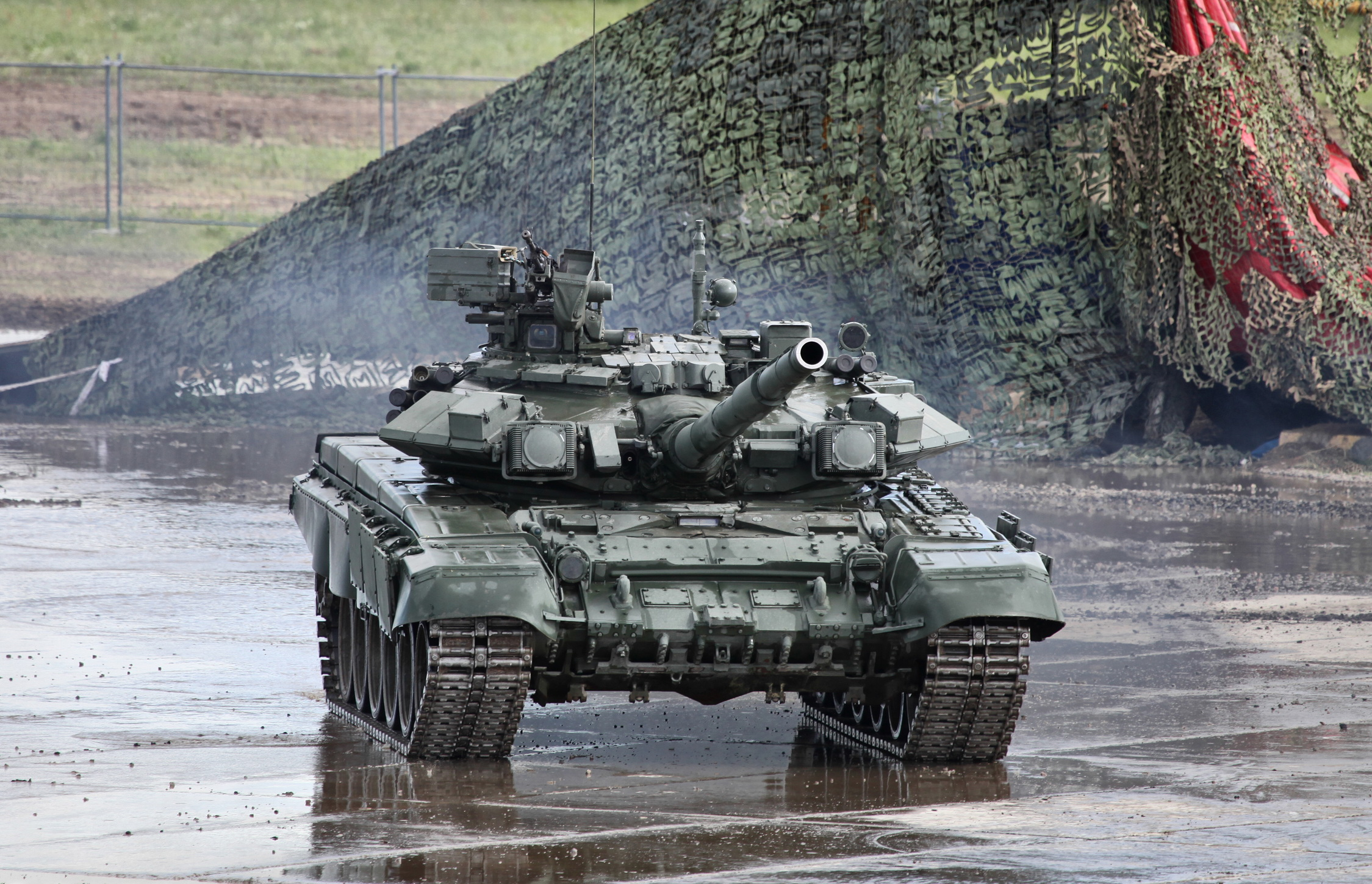
T-90A của Nga năm 2012

Nhà máy Uralvagonzavod (UVZ) - nơi phát triển Obyekt 188 - tiếp tục các công việc nghiên cứu nhằm cải thiện mức độ bảo vệ cho mẫu xe tăng. Ví dụ, mẫu tăng đã được bổ sung hệ thống gây nhiễu quang điện tử TSHU-1 "Shtora-1". Mẫu Obyekt 188 cải tiến đầu tiên được thử nghiệm vào ngày 30 tháng 9 năm 1992 và đến ngày 5 tháng 10 nó đã được chấp thuận để biên chế vào quân đội Liên bang Nga theo sắc lệnh số 759-98. Tổng thống Boris Yeltsin đã ký lệnh đặt tên cho chiếc xe này là T-90.
Cuộc chiến tranh Chechnya xảy ra trong thời gian đó là một nguyên nhân để T-90 đánh bại đối thủ cạnh tranh của nó là T-80U do Omsk Transmash sản xuất. Những sai lầm chiến thuật của quân đội Nga khiến cho lực lượng xe tăng của họ bị thiệt hại nặng, trong đó nhiều chiếc T-72 và T-80 đã bị phá hủy và bắn hỏng. Uy tín của T-72 và T-80 bị ảnh hưởng nặng nề do giới chức cố ý dồn các chỉ trích vào thiết kế xe tăng hơn là sai lầm trong chỉ huy tác chiến. Tuy nhiên, việc UVZ sử dụng tên T-90 cho mẫu tăng mới của họ giúp mẫu tăng tránh được các chỉ trích nhằm vào "tiền bối" T-72. Đồng thời, T-80 còn bị phê phán vì sử dụng động cơ turbin khí đắt tiền, hao nhiên liệu và vị trí bố trí đạn dược dễ tổn thương hơn T-72/90. Kết quả, tháng 1/1996, lãnh đạo Ban Giám đốc lực lượng Tăng thiết giáp trực thuộc Bộ Quốc phòng, tướng Alexandre Galkin cho biết T-90 đã được lựa chọn là nòng cốt của lực lượng Tăng thiết giáp Nga.
Nhiều kế hoạch được đặt ra nhằm thay thế các mẫu xe tăng cũ bằng những chiếc T-90 tại Quân khu quân sự Viễn Đông. Đến giữa năm 1996 đã có 107 chiếc T-90 được điều tới nơi này. Trong Cuộc tấn công của Nga vào Chechnya năm 1999, T-90 được sử dụng trên chiến trường lần đầu tiên và theo tạp chí, một chiếc trong số đó đã trúng vài quả tên lửa chống tăng và đạn B-41 nhưng vẫn tiếp tục sống sót. Tạp chí này kết luận rằng T-90A tỏ ra là loại xe tăng được bảo vệ tốt nhất của Nga, đặc biệt là nếu như chúng được trang bị hệ thống phòng thủ chủ động Shtora và hệ thống đánh chặn Arena.
Năm 2007, Bộ Quốc phòng Nga tiếp tục chuyển giao 60 chiếc T-90A cho quân đội. Và, hai biến thể xuất khẩu của nó T-90S và T-90E, cũng được đánh giá là rất hứa hẹn trên thị trường quốc tế. Vì vậy, mặc dù T-14 Armata đã được trang bị cho quân đội Nga vào năm 2015, T-90 vẫn được xem như là "xương sống" của bộ đội tăng thiết giáp Nga cho đến tận năm 2025. Theo kế hoạch của công ty xuất khẩu vũ khí độc quyền Rosoboronexport của Nga, trong giai đoạn 2020 – 2025, T-90 sẽ là vũ khí chính của quân đội Nga. Đến năm 2020, T-90 sẽ chiếm 50% trong tổng số xe tăng của Nga; phần còn lại sẽ là các dòng tăng như T-72, T-80 hoặc loại xe tăng T-14 Armata hiện đại mà Nga đưa vào sử dụng năm 2015.
Vào năm 2006, có khoảng 120 chiếc phục vụ trong Quân đoàn xe tăng cận vệ số 5 của Lục quân Nga đóng ở Quân khu Siberia và 7 chiếc phục vụ trong Hải quân Nga. Khoảng 120 chiếc mới được đưa vào hoạt động vào năm 2007 và 300 vào năm 2008. Tính đến năm 2014, quân đội Nga có 930 chiếc T-90 trong biên chế. Tuy nhiên do vấn đề kinh phí, các mẫu T-80 và T-72 vẫn tiếp tục được sử dụng song song với T-90 trong thời gian tới..

## Thông tin kỹ thuật
Có cảm hứng từ T-72, chiếc GPO Uralvagonzavod T-90 là loại tăng hiện đại nhất của quân đội Nga trong giai đoạn 1990-2015. Về hình dáng quy ước bên ngoài, T-90 có thể hiện sự nâng cấp ở mọi hệ thống, gồm cả pháo chính. Lớp bảo vệ thân và tháp pháo cũng hoàn toàn là thế hệ mới. Có thể nói T-90 là một nỗ lực lớn nhằm cải thiện các tính năng của dòng T-72 sao cho vượt tầm của T-80, tuy nhiên về tính cơ động cho đến nay dòng T-80 vẫn hơn.

### Hệ thống điều khiển hỏa lực
So với T-72B, T-90 có hệ thống điều khiển hỏa lực hiện đại hơn. Ngay từ các phiên bản đầu tiên, nó đã được trang bị hệ thống điều khiển hỏa lực 1A45 "Irtysh" (đã được sử dụng trên T-80U/UD), bao gồm máy tính đạn đạo, máy đo xa laser cùng kính nhìn đêm của pháo thủ cho phép T-90 chiến đấu hiệu quả với các mục tiêu di động và chiến đấu vào buổi đêm. Hệ thống bao gồm: 
- Tổ hợp ngắm ban ngày tự động tính toán thông tin 1A43, gồm thiết bị ngắm và đo xa laser 1G46 để ngắm và điều khiển vũ khí, bao gồm hệ thống kinh ngắm quang học kiểu tiềm vọng với độ khuếch đại từ 2,7x đến 12x, thiết bị đo xa laser có phạm vi từ 400m đến 5000m, hệ thống ổn định tầm hướng, hệ thống điều khiển tên lửa ПТУР (chiếu xạ laser). Trong hệ thống 1G46 có lắp đặt thiết bị kiểm tra vũ khí đồng trục với kính ngắm không cần phải ra khỏi xe – thời gian kiểm tra đến 1 phút.
- Tổ hợp các cảm biến thông tin phục vụ cho máy tính quỹ đạo đường đạn (cảm biến vị trí pháo, tốc độ gió, tốc độ xe tăng và góc của hướng xe so với mục tiêu);
- Máy tính quỹ đạo đường đạn 1V528-1 tự động tính toán góc bắn tầm hướng cho pháo và giữ cho pháo ở vị trí ổn định với góc bắn đã được tính toán, máy tính đường đạn tính toán tất cả các thông số liên quan đến góc bắn của pháo, đồng thời còn thực hiện nhiệm vụ khóa súng và cho phép khai hỏa.
- Hệ thống ổn định tầm hướng 2E42-4 Zasmin (2Э42-4) sử dụng thiết bị nâng hạ thủy lực – điện, cho phép ngắm chính xác mục tiêu khi xe đang di chuyển, đồng thời tăng tốc độ ngắm bắn.

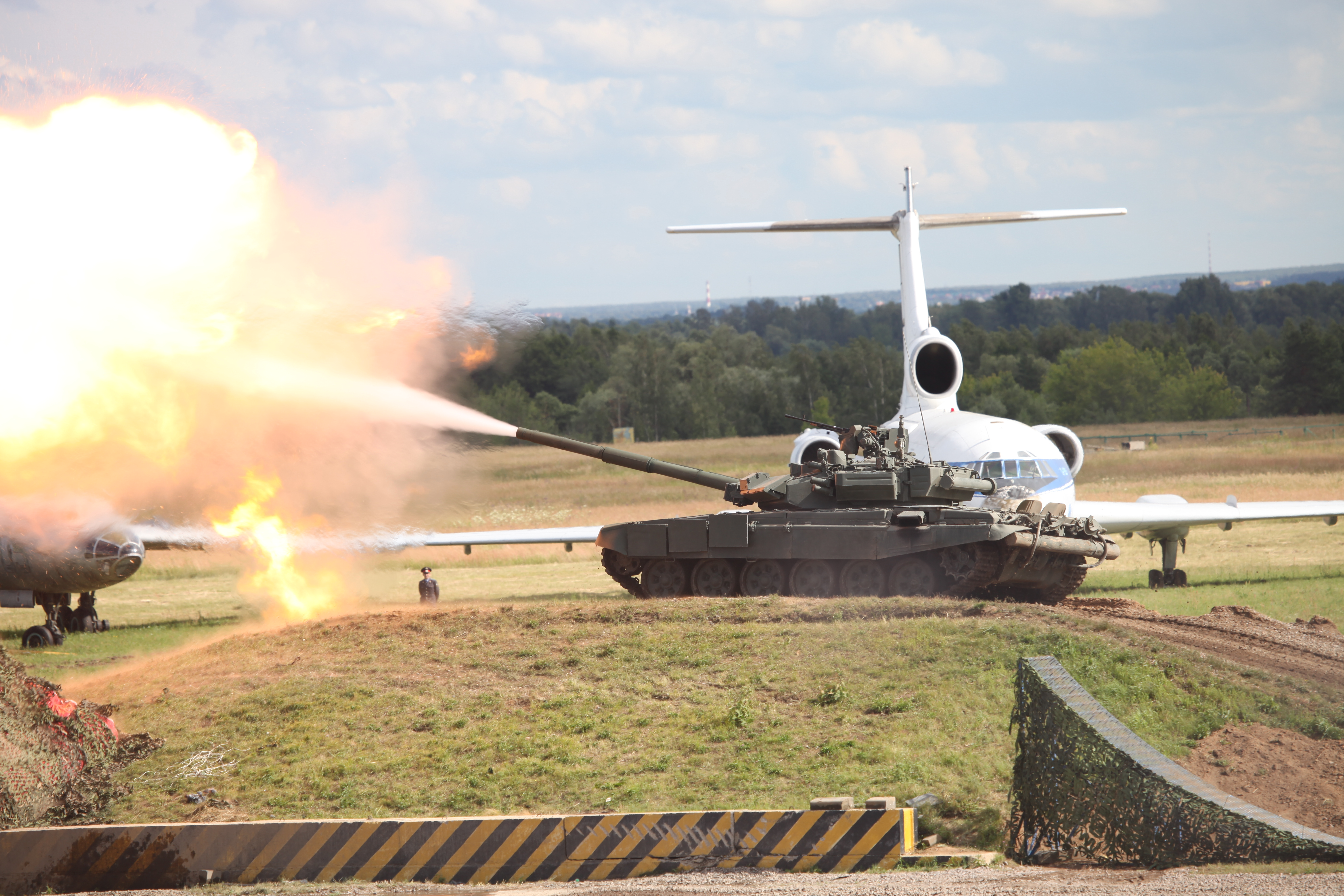
T-90A khai hỏa khi đang di chuyển, năm 2012.

Trong một cuộc trình diễn vào thập niên 1990, một chiếc T-90 đã phóng tên lửa đánh trúng mục tiêu ở khoảng cách 4 km. Sau đó, nó di chuyển với tốc độ 25 km/h, bắn trúng 7 mục tiêu xe bọc thép ở cự ly 1.500-2.500 mét, tất cả chỉ diễn ra trong vòng 54 giây (tức là chỉ cần chưa đầy 8 giây để ngắm bắn chính xác 1 mục tiêu mới ở cự ly khá xa, trong khi xe đang di chuyển) Theo nguồn tin phía Nga thì trong cùng điều kiện và thời gian, xe tăng Leopard 2 của Đức bắn trúng 6 mục tiêu, và M1 Abrams của Mỹ bắn trúng 5 mục tiêu
Mẫu đầu tiên của T-90 (năm 1992) được trang bị hệ thống nhìn toàn cảnh PNK-4S/AGAT-S dành cho xa trưởng (hệ thống này được dùng trên T-80U từ giữa thập niên 1980), có khả năng phát hiện xe tăng trong tầm khoảng 800-1.300 mét vào ban ngày và 700 mét vào ban đêm (hoặc đạt tới 1.200 mét vào đêm trăng sáng). Trong điều kiện ban ngày, độ khuếch đại của kính ngắm đến 7,5х, trong chế độ ngắm đêm độ khuếch đại là 5,1х. Hệ thống PNK-4S được cho là còn vượt trội hơn các hệ thống nhìn toàn cảnh cho xa trưởng tốt nhất trên xe tăng NATO vào cuối thập niên 1980, như là PERI-R17 trên xe tăng Leopard 2: cả hai đều kết nối trực tiếp với máy tính đạn đạo của xe tăng, cho phép xa trưởng chiếm quyền điều khiển pháo để thực hiện chức năng "Hunter-Killer", tuy nhiên PNK-4S có khả năng nhìn đêm mà PERI-R17 không có (phải tới năm 1998 thì Leopard 2 mới được trang bị hệ thống PERI-R17A2 có khả năng nhìn đêm)
Từ năm 2012, các phiên bản hiện đại hóa dành riêng cho quân đội Nga (như T-90M) đã thay thế PNK-4S/AGAT-S bằng hệ thống mới hơn là T01-K04DT/AGAT-MDT do hãng Krasnogorsky Zavod sản xuất. Nhờ thay thế thiết vị khuếch đại ánh sáng bằng thiết bị ảnh nhiệt mới, AGAT-MDT có tầm phát hiện mục tiêu cỡ xe tăng ở cự ly lên tới 3.500 - 4.000 mét, một tùy chọn cho phép AGAT-MDT nâng cự ly phát hiện xe tăng lên tới 5.000 mét cũng đã có sẵn

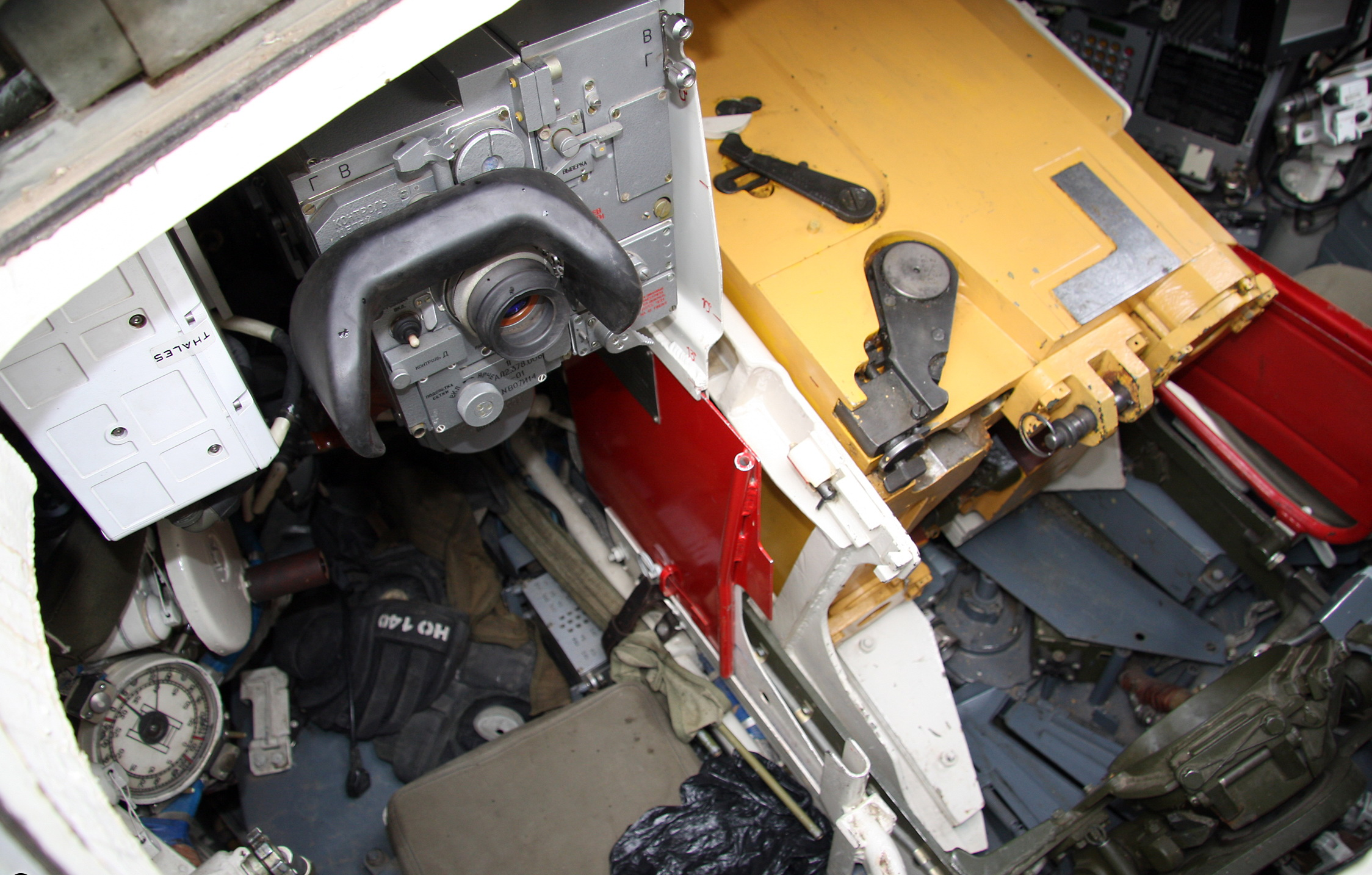
Ảnh chụp bên trong T-90A của Nga: kính ngắm ở phía trước ghế ngồi của pháo thủ, bên cạnh là bệ pháo màu vàng, thiết bị của Thales màu trắng nằm ở góc trên, bên trái với dòng chữ "Thales" lật ngược

Đối với xạ thủ, hệ thống nhìn đêm T01-K01 BURAN với thước ngắm ban đêm TPN-4-49 "Buran PA" có thể phát hiện xe tăng trong tầm khoảng 1.200 mét với chế độ thụ động, hoặc đến 1.500 mét trong chế độ chủ động (được chiếu bởi đèn hồng ngoại của hệ thống TSU-1 Shtora-1). Độ khuếch đại là 6.8х, trường nhìn 5.25 độ. Năm 2005, phiên bản T-90A được giới thiệu với kính ngắm mới T01-K05 Buran-M, có thể phát hiện xe tăng trong tầm khoảng từ 1.800 mét. Một số mẫu T-90 cải tiến đã được thử nghiệm sử dụng hệ thống nhìn đêm hiện đại hơn là thiết bị ảnh nhiệt T01-P02T "Agava-2" (hệ thống này được lắp trên T-80UK từ năm 1990), có thể xác định các mục tiêu có kích cỡ xe tăng ở cự ly khoảng 2.600 mét, tuy nhiên Agava-2 có giá thành khá cao (khoảng 250.000 USD thời giá năm 1990) nên Nga không lắp đại trà cho T-90.
Từ năm 2009, các xe T-90 của Nga, kể cả xe xuất khẩu, đều được trang bị thiết bị nhìn nhiệt do Thales sản xuất . Việc sản xuất được cấp phép của họ được thành lập tại nhà máy cơ khí quang học Vologda. Theo chuyên gia quân sự Viktor Murakhovsky, camera ảnh nhiệt Agava và Agava-2" của Nga trên xe tăng Т-80U và Т-90 kém hiệu quả hơn xe tăng của các nước NATO. Kết quả là các mẫu T-90 sản xuất từ năm 2009 (ví dụ T-90A, T-90S) đã thay thế T01-K05 Buran-M bằng hệ thống nhìn hồng ngoại ESSA, với camera ảnh nhiệt thế hệ 2 CATHERINE-FC sản xuất bởi Thales Optronique, cho phép phát hiện mục tiêu là xe tăng trong khoảng 10.500 mét vào ban ngày và khoảng 2.200 mét vào ban đêm (một tùy chọn cho phép nâng cự ly phát hiện ban đêm lên 3.300 mét). Vào tháng 8 năm 2007, khoảng 100 camera loại này đã được Nga nhập từ Pháp và đến năm 2010 Nga đã mua bản quyền hệ thống CATHERINE-FC để tự sản xuất và trang bị cho dòng xe tăng T-90. Năm 2012, Nga tiếp tục mua bản quyền sản xuất hệ thống ảnh nhiệt thế hệ 3 là CATHERINE-XP So với CATHERINE-FC, nó nhỏ gọn hơn, tiết kiệm năng lượng hơn và có trường nhìn rộng hơn, cho phép phát hiện mục tiêu là xe tăng ở cự ly khoảng 4.600 mét vào ban đêm Chuyên gia quân sự Nga Pavel Felgenhauer cho biết việc chuyển sang sản xuất được cấp phép là một động thái hợp lý và cần thiết vì Nga có thể rút ngắn quá trình phát triển ngành công nghiệp của mình bằng cách mua bản quyền công nghệ từ phương Tây, giống như Liên Xô đã từng mua thiết bị chế tạo công cụ và dây chuyền lắp ráp xe cơ giới tại Mỹ vào những năm 1930.
Tuy nhiên kể từ năm 2016, để tránh phụ thuộc vào linh kiện nhập khẩu, T-90 các phiên bản hiện đại hóa dành riêng cho Quân đội Nga (T-90AM, T-90M) đã chuyển sang sử dụng hệ thống kính ngắm ảnh nhiệt thế hệ 3 nội địa là "IRBIS-K" do hãng Krasnogorsky Zavod sản xuất, nó có cự ly phát hiện xe tăng đối phương là khoảng 3.240 - 4.000 mét. Nhìn chung, IRBIS-K có tính năng tương đương so với hệ thống ngắm bắn ảnh nhiệt trên hầu hết các xe tăng hiện đại của phương Tây (ở thời điểm năm 2016, chỉ có rất ít xe tăng phương Tây có hệ thống ngắm bắn ảnh nhiệt thế hệ 3 tiên tiến hơn). Năm 2016, nhà máy Krasnogorsk đã hoàn thành các cuộc thử nghiệm hệ thống quan sát tầm nhiệt IRBIS-K cho các xe tăng hiện đại hóa T-80U và T-90 và sẽ được cung cấp cho quân đội sau năm 2017 theo hợp đồng đã được ký kết với kính ngắm có khả năng xác định mục tiêu cỡ xe tăng ở cự ly 3.240 mét cả ngày lẫn đêm.
T-90 đời đầu cũng được trang bị hệ thống ngắm bắn ban ngày 1G46 dành cho pháo thủ, bao gồm một thiết bị đo khoảng cách bằng laser, một kênh dẫn hướng cho tên lửa. Hệ thống cũng có khả năng phát hiện các mục tiêu có kích cỡ xe tăng trong tầm 5–8 km vào ban ngày. Các thiết bị mới hơn ở các phiên bản cải tiến (T-90A, T-90M) cho phép nâng cự ly này lên cao hơn, độ chính xác tốt hơn.
Phiên bản xuất khẩu T-90SM (ra mắt năm 2016) thì được trang bị hệ thống kiểm soát hỏa lực SOSNA-U do hãng Peleng (Belarus) sản xuất, bao gồm camera ảnh nhiệt thế hệ 2 CATHERINE-FC (mua bản quyền từ Pháp), kính ngắm cho pháo thủ PN-72U Sosna-U, kính ngắm toàn cảnh PKP-72 Sokolinyi Glaz tích hợp hệ thống ảnh nhiệt thế hệ ba dành cho trưởng xe. Hệ thống SOSNA-U cũng được Nga sử dụng cho phiên bản T-72 nâng cấp là T-72B3. SOSNA-U có tầm phát hiện mục tiêu cỡ xe tăng ở cự ly lên tới 2.200 mét (một tùy chọn cho phép nâng cự ly này lên gấp rưỡi, tức là 3.300 mét).
Ở phiên bản T-90 đời đầu, lái xe sử dụng thiết bị có trường nhìn rộng TNPO-168 "ТНПО-168" kèm theo hệ thống nhìn ngày và đêm TVN-5. Tuy nhiên hệ thống ở thế hệ đầu tiên này có lẽ không có khả năng tương đương với các hệ thống của các đối thủ phương Tây, do vậy TVN-5 đã bị thay thế ở các phiên bản sau bằng những hệ thống tiên tiến hơn. Đầu những năm 2000, trên xe T-90 sử dụng thiết bị quan sát của lái xe tổng hợp 2 chế độ ngày và đêm TVK-2 với bộ phận chuyển hóa quang điện thế hệ 3, khả năng nhìn đêm thụ động là 400 mét.
Các phiên bản T-90 hiện đại hoá vào thập niên 2020 (như T-90M) còn có thể kết nối thông tin với UAV trinh sát để cung cấp toạ độ mục tiêu ngoài tầm nhìn. Với sự hỗ trợ về tọa độ mục tiêu của UAV, xe T-90 có thể tăng cự ly tiêu diệt nhờ bắn pháo theo quỹ đạo hình vòng cung giống như các loại lựu pháo, thay vì chỉ bắn thẳng như xe tăng đời cũ. Tháng 6/2023, Bộ Quốc phòng Nga công bố video cho thấy một xe tăng T-80BVM sử dụng công nghệ bắn tương tự đã bắn pháo diệt xe bọc thép M2 Bradley của Ukraine từ khoảng cách tới 9,5 km, lập kỷ lục về cự ly tiêu diệt mục tiêu trong thực chiến của xe tăng trên thế giới.

### Vũ khí

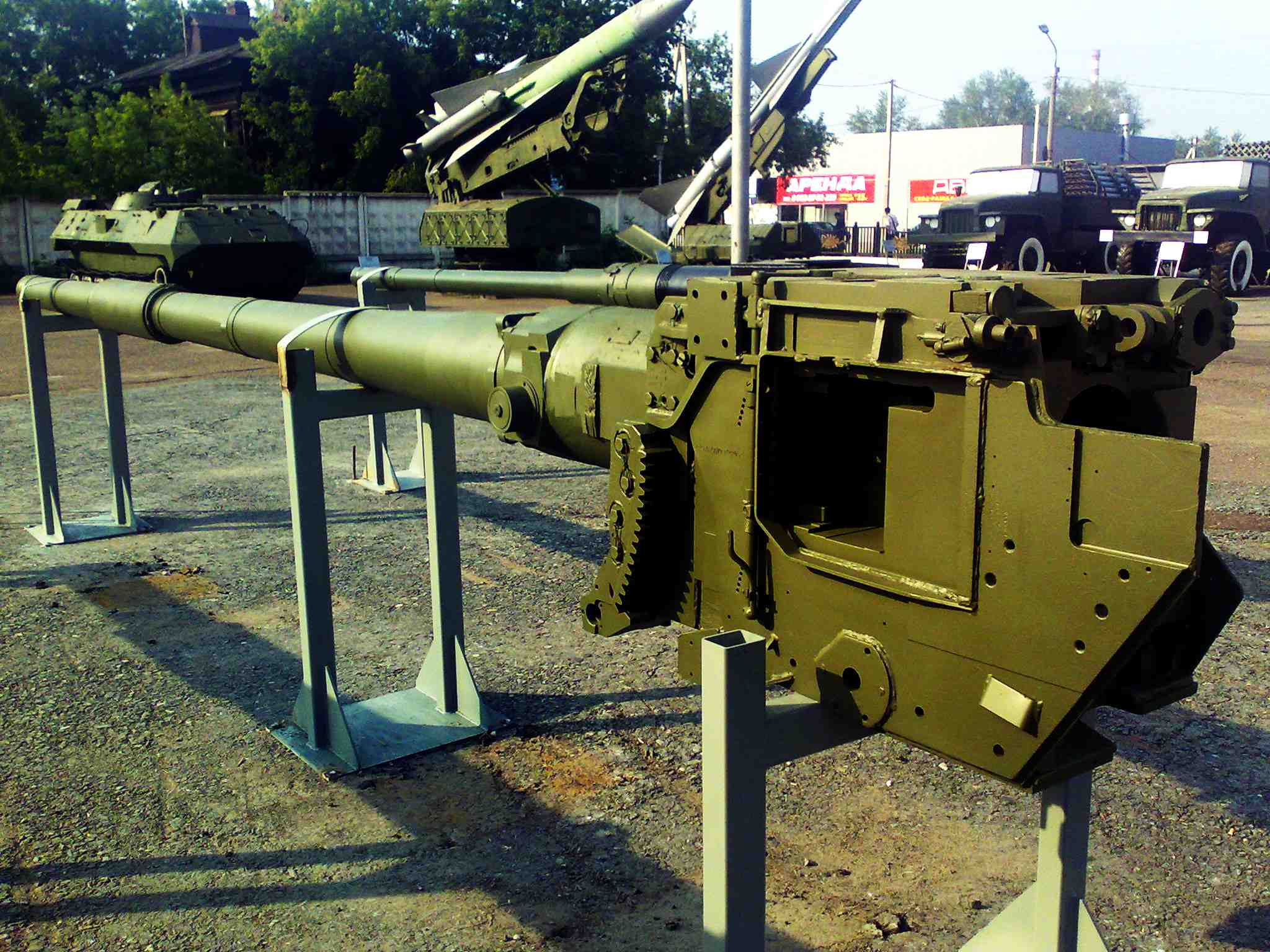
Pháo nòng trơn 125 ly 2A46M1 trưng bày tại bảo tàng nhà máy xe tăng Motovilikha. Pháo 125 ly là cỡ pháo dùng trên các xe tăng T-64, T-72, T-80 và T-90 của Nga và Liên Xô.

T-90 vẫn giữ pháo chính nòng trơn loại 125 ly 2A46, bản nâng cấp của kiếu pháo chống tăng Sprut đã từng xuất hiện trên các mẫu T-72 và T-80. Loại pháo này có một đặc điểm tiện lợi là có thể dễ dàng tháo nó ra khỏi xe tăng mà không cần phải gỡ toàn bộ tháp pháo kèm theo. Pháo của T-90 là loại 2A46-M (với T-90 đời đầu), 2A46-M2 (với T-90S) hoặc 2A46-M5 (với T-90A/AM/SM), được sản xuất bởi tổ hợp công nghiệp đa ngành Baricadur thuộc khu vực thành phố Vogagrad. Nòng pháo dài 6 mét (gấp 48 lần cỡ đạn). Góc nâng - hạ của pháo là -6 tới +13,5 độ. So với phiên bản pháo 125mm 2A46 trước đó trang bị cho T-64 và T-72, pháo 2A46-M5 có tuổi thọ nòng được nâng cao thêm (đạt 1.200 phát bắn thông thường hoặc 500 phát bắn đạn APFSDS), áp suất buồng đốt tăng lên 608 Bar để bắn được đạn APFSDS kiểu mới, độ tản mát của đạn giảm 15-20%, và độ chính xác khi bắn trong lúc di chuyển đã tăng 1,7 lần.
Phiên bản T-90M (ra mắt năm 2016) thì dự kiến dùng pháo 2A82-1M, cũng có cỡ nòng 125mm nhưng chiều dài nòng lớn hơn (7 mét so với 6 mét), giúp bắn các loại đạn xuyên giáp APFSDS kiểu mới có sức xuyên mạnh hơn, chính xác hơn khoảng 15-17%. So với pháo 120 mm L/55 của Đức (loại pháo xe tăng mạnh nhất cùng thời của phương Tây), 2A82-1M tạo ra động năng đạn mạnh hơn 17% (15,24 MJ so với 13 MJ). Theo tuyên bố của nhà sản xuất, thì sơ tốc đạn APFSDS của 2A82-1M đạt tới 2.050 m/s, cao hơn tới 20% so với con số 1.750 m/s trên pháo 120mm L/55 của Đức. Tầm bắn thẳng hiệu quả của pháo 2A82-1M đạt 4.700 mét, trong khi pháo 120mm L/55 của Đức theo phía Nga chỉ đạt 4.000 mét.
Pháo chính có thể bắn đạn xuyên giáp APFSDS, phóng đạn nổ HEAT và đạn ghém HE-FRAG cũng như bom phóng hẹn giờ và tên lửa chống tăng ATGM loại 9M119 Refleks (còn được biết tới với cái tên AT-11 Sniper do NATO đặt).

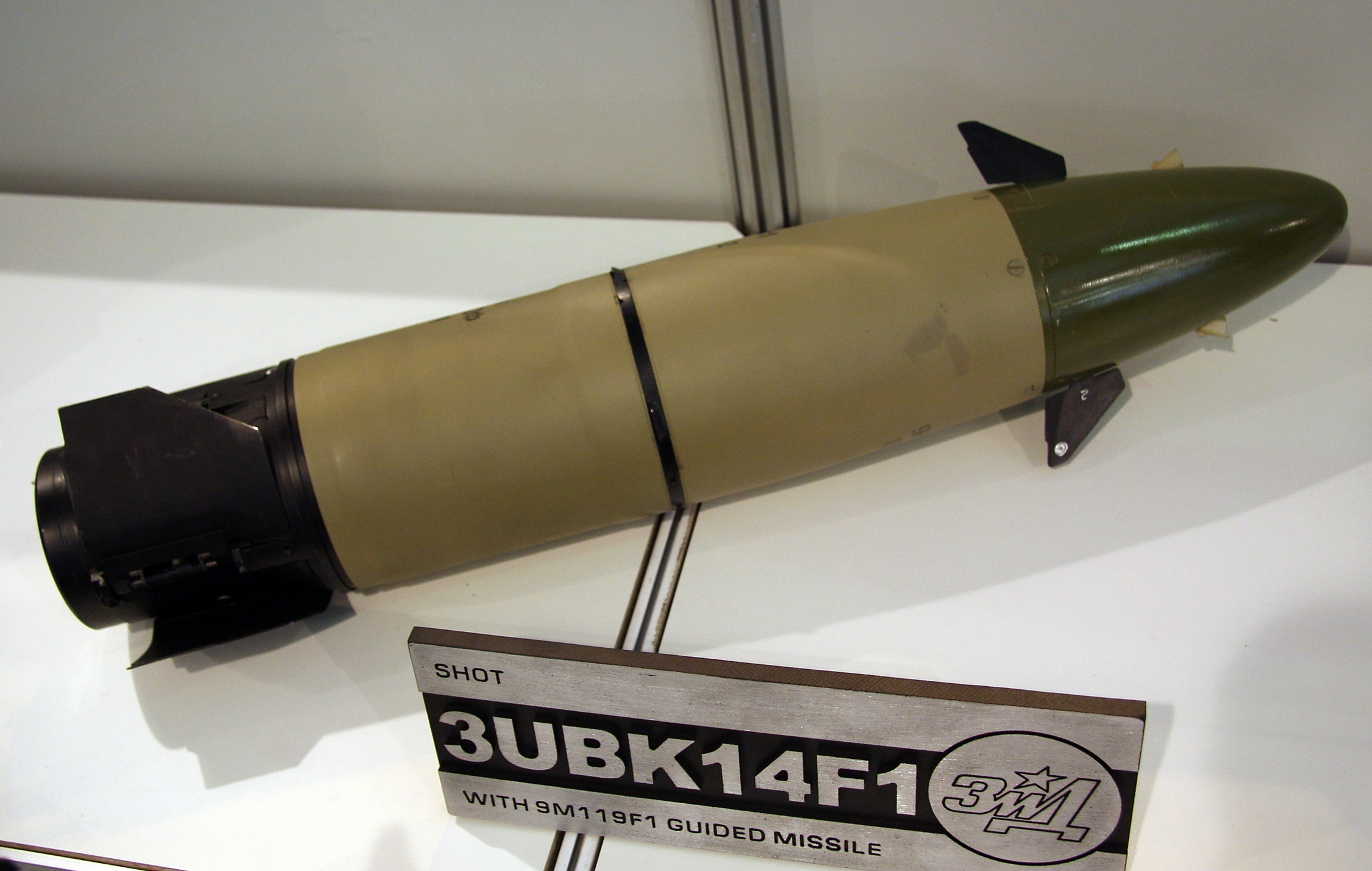
Tên lửa 9M119

9M119 Refleks là tên lửa có hệ thống dẫn đường bán tự động bằng laser với một đầu nổ lõm (hollow-charge) có khả năng chọc thủng cả các mục tiêu có vỏ thép bảo vệ dày tới 950 mm và có thể bắn hạ các loại máy bay trực thăng tầm thấp. Tên lửa có thể tiêu diệt mục tiêu ở cự ly vào khoảng 100m tới 5–6 km, và có thể di chuyển tới vị trí xa nhất trong vòng 17,5 giây. 9M119 Refleks có thể hạ mục tiêu có tốc độ tối đa 70 km, tốc độ di chuyển cho phép của T-90 khi bắn tên lửa là từ 0 – 30 km/giờ.
Hệ thống điều khiển hỏa lực hiện đại kết hợp với 9M119 Refleks cho phép T-90 có thể tấn công và tiêu diệt các loại xe cơ giới và máy bay trực thăng trước khi những thứ này kịp tấn công lại T-90. Nó có thể vừa di chuyển với vận tốc 30 km/h vừa có thể tiêu diệt xe tăng địch từ cự ly tới 5–6 km với độ chính xác đạt trên 90%, kể cả khi xe tăng địch đang di chuyển với vận tốc 70 km/h (trong khi xe tăng dùng đạn pháo thông thường rất khó có thể bắn trúng mục tiêu di động ở khoảng cách trên 2.500 mét)). Trong một cuộc thử nghiệm cấp Nhà nước năm 1999, 24 tên lửa 9M119 Refleks đã được T-90 bắn vào các mục tiêu trong cự ly 4–5 km và tất cả chúng đều trúng mục tiêu (tất cả những phát bắn tên lửa được thực hiện bởi các kíp lái thiếu kinh nghiệm). Trong cuộc triển lãm ở Abu Dhabi, một xạ thủ có kinh nghiệm đã bắn 52 tên lửa ở khoảng cách 5 km và tất cả các tên lửa đều trúng mục tiêu
Chính vì vậy T-90 có tên gọi là tăng hỏa tiễn chứ không phải tăng pháo như thông thường. Trong tương lai, theo thông báo tại Russian Expo Arms-2008 của ông Sergei Maev, lãnh đạo Rosoboronexport, T-90 sẽ còn được trang bị hỏa lực mạnh hơn với loại tên lửa cải tiến có tầm bắn đạt 6–7 km.
Tờ báo Nga Sputnik cho rằng khả năng phóng tên lửa cho phép T-90 nắm ưu thế khai hỏa ngoài tầm bắn của M1 Abrams hay Leopard 2, tuy nhiên đó là căn cứ trên điều kiện lý tưởng. Thực tế tên lửa chống tăng khó khai hỏa ở cự ly tối đa do vướng phải yếu tố địa hình, trừ khi xe phóng chiếm lĩnh sẵn vị trí trên cao, hay chiến trường là vùng thảo nguyên, sa mạc trống trải. Còn khi ở trong tầm bắn của nhau (2000 mét trở xuống), tên lửa có tốc độ bay chỉ vào khoảng 200 - 250 m/s (so với 1.500 - 1.800 m/s của đạn pháo dưới cỡ, hoặc 850 - 900 m/s của đạn xuyên lõm), đồng thời xe tăng khi dẫn bắn tên lửa buộc phải đứng yên hoặc di chuyển chậm để bảo đảm độ chính xác, khiến nó dễ bị dính đòn phản công bằng đạn pháo dưới cỡ nếu đối phương xác định được nguồn chiếu laser, cuộc đấu tăng khi đó lại quay trở về với đạn pháo truyền thống. Không phải ngẫu nhiên mà các cường quốc quân sự như Mỹ, Đức... không chú trọng phát triển vũ khí này mà lại đầu tư nghiên cứu đạn pháo dưới cỡ. Tóm lại, không thể phủ nhận tên lửa chống tăng phóng qua nòng pháo có những ưu điểm riêng, tuy nhiên nó chưa phải là yếu tố đảm bảo chắc chắn thắng lợi cho xe tăng
Về đạn xuyên giáp động năng (APFSDS), pháo 125mm 2A-46M5 có thể trang bị các loại đa dạng từ cũ tới mới, tùy theo đối tượng khách hàng đặt mua, ví dụ như: đạn 3BM-44 "Mango" lõi bằng tungsten (chế tạo năm 1986) có thể bắn xuyên 500mm thép ở cự ly 2.000 mét, mới hơn là đạn 3BM-48 "Svitnetz" lõi bằng tungsten (chế tạo năm 1991) có thể bắn xuyên 650mm thép ở cự ly 2.000 mét. Những chiếc T-90 của quân đội Nga thì được trang bị những loại đạn mới nhất như 3BM-69/70 "Vaccum" (lõi bằng uranium làm nghèo hoặc tungsten)  chế tạo năm 2005, có thể xuyên thủng 800 - 900mm thép ở cự ly 2.000m, có khả năng chọc thủng giáp trước của các loại xe tăng hiện đại nhất của phương Tây ở thập niên 2010 như M1A2 SEP, Leopard 2A7... từ khoảng cách 1.500 tới 3.000 mét. Xem thêm: Các loại đạn của pháo nòng trơn 125mm
Giống như T-64, T-72 và T-80, hệ thống nạp đạn trên T-90 là tự động, thời gian nạp đạn là khoảng 7 - 8 giây cho 1 viên. Ổ quay của hệ thống nạp đạn tự động có thể chứa tối đa 22 viên. Từ phiên bản T-90A, hệ thống nạp đạn của T-90 đã được cải tiến nhằm phù hợp với các loại đạn APFSDS mới có lõi xuyên dài hơn, thí dụ đạn APFSDS kiểu 3BM-48 hoặc 3BM-60. Trường hợp máy nạp đạn bị hỏng, xạ thủ có thể nạp đạn bằng tay với tốc độ khoảng 2 viên/phút. Ngoài ra, hệ thống kích nổ Ainet cũng được lắp đặt trên T-90, để cho phép kích nổ loại đạn ghém HE-FRAG sau khi nó bay được một đoạn đường nhất định, quãng đường này quyết định bởi hệ thống đo khoảng cách bằng laser do pháo thủ sử dụng. Hệ thống này giúp làm tăng khả năng chống bộ binh và chống trực thăng của T-90.

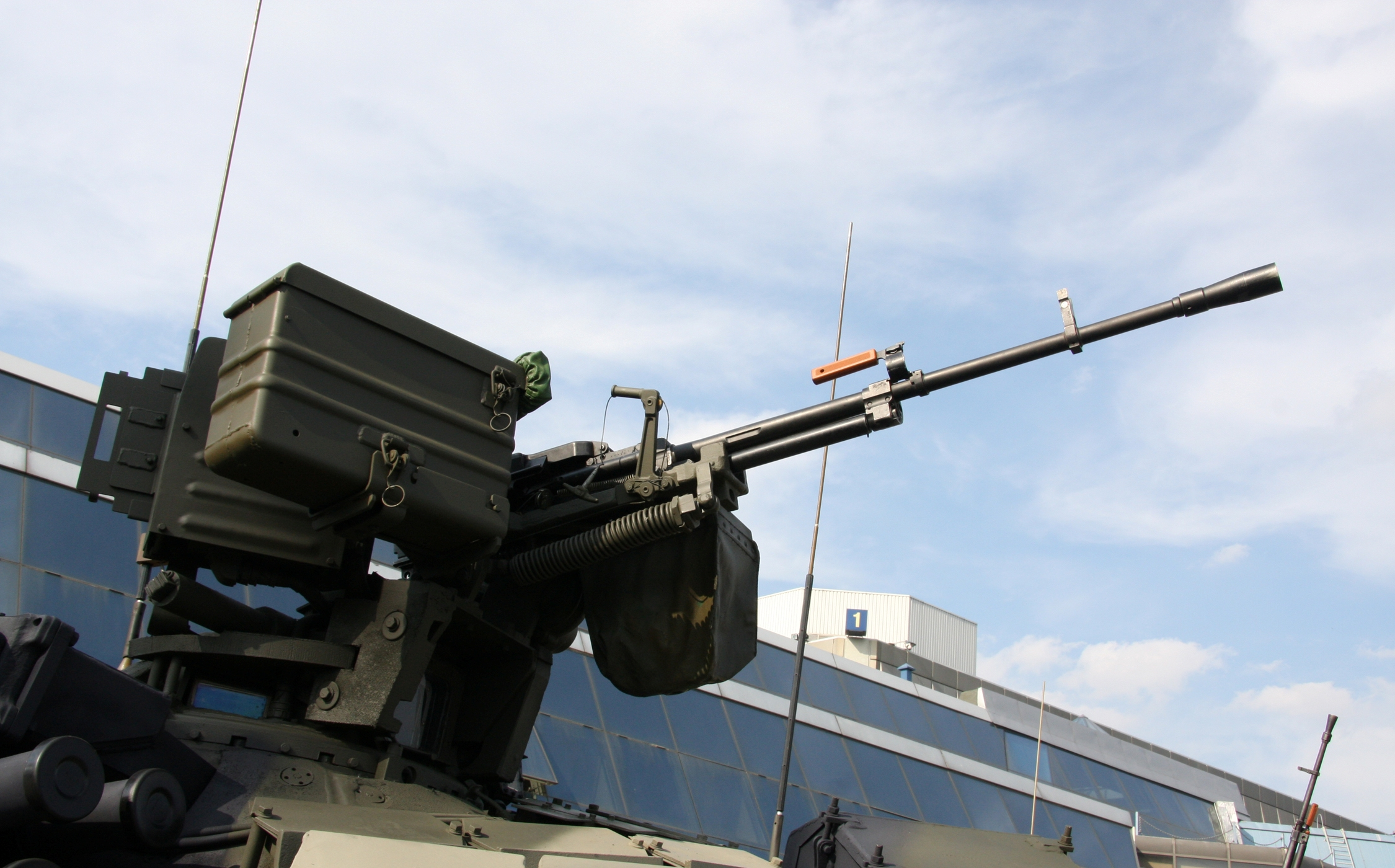
Súng máy 12,7mm gắn trên nóc xe phiên bản T-90S có thể điều khiển từ bên trong xe,

Trang bị vũ khí thứ hai gồm một đại liên đồng trục 7,62 ly PKT và một đại liên NSV 12,7 ly để đối phó với các mục tiêu trên không và trên bộ (vào cuối thập niên 1990, NSV được thay thế bằng đại liên Kord). Đại liên phòng không được điều khiển từ xa ở trong xe, vì vậy có thể được xạ thủ ngắm bắn khi đang ngồi phía trong xe tăng mà không cần phải nhô người ra ngoài tháp pháo, giúp giảm khả năng thương vong cho xạ thủ. Súng có tốc độ bắn 650-750 viên/phút, tầm bắn xa nhất 2 km, tầm bắn hiệu quả là 1600 mét và có khả năng tấn công các mục tiêu trên không có tốc độ bay từ 100 – 300 m/s. Trên xe tăng có trang bị chừng 300 viên đạn 12,7mm cho đại liên phòng không. Đại liên đồng trục PKT hoặc PKMT cỡ 7,62 ly có khối lượng 10,5 kg, còn số đạn dược của nó là khoảng 2.000 viên (8 băng đạn với 250 viên/băng, mỗi băng đạn nặng chừng 9,5 kg). Ngoài ra T-90 còn được trang bị súng ngắn và 10 quả lựu đạn F-1 đặt ở phía trong khoang xe để tổ lái sử dụng trong trường hợp phải rời khỏi xe tăng và ra ngoài..
Ngoài ra, kíp lái được trang bị súng tiểu liên 5,45mm AKS-74U với 15 băng đạn 30 viên, 10 lựu đạn F1 hoặc RGD, súng pháo hiệu 26mm với 12 gói.
Phiên bản T-90MS được tích hợp hệ thống ngắm bắn mới có khả năng "khóa" và tự động theo dõi mục tiêu, giúp các pháo thủ không cần phải liên tục bám theo mục tiêu khi xe tăng đang chuyển động. Thiết bị nhìn đêm ảnh nhiệt ở T-90MS cũng cung cấp những hình ảnh sắc nét hơn trong tầm 3–4 km và có khả năng phân biệt được nhiệt độ của người thường với nhiệt độ của xe tăng. T-90MS cũng sử dụng pháo chính 2A46M-5 có tuổi thọ nòng cao hơn, bắn xa hơn và chính xác hơn bản đời cũ 2A46M, cùng với hệ thống điều khiển từ xa T05BV-1 dùng cho đại liên phòng không 12,7 ly trên tháp pháo.
Phiên bản hiện đại hóa T-90M dành cho quân đội Nga (được ra mắt năm 2016) thì vẫn được trang bị pháo chính 2A46M5, cùng hệ thống điều khiển hỏa lực hiện đại giống như xe tăng T-14 Armata.

### Giáp trụ
| Kiểu xe             | Loại giáp phản ứng nổ | Độ dày chống đạn động năng (mm thép) | Độ dày chống đạn nổ lõm (mm thép) |
| ------------------- | --------------------- | ------------------------------------ | --------------------------------- |
| T-72M               | Không có              | 335-380                              | 450-490                           |
| T-72M1              | Không có              | 380-400                              | 490                               |
| T-72A               | Không có              | 360-500                              | 490-560                           |
| T-72B               | Kontakt-1             | 480-540                              | 900-950                           |
| T-72B(1989 trở đi)  | Kontakt-5             | 600-800                              | 1000-1350                         |
| T-90 nguyên mẫu     | Kontakt-5             | 600-800                              | 1000-1350                         |
| T-90A/T-90S         | Kontakt-5             | 600-800                              | 1000-1350                         |
| T-90AM/T-90SM/T-90M | Relikt                | 780-1000                             | 1.150-1.500                       |

T-90 có hình dáng thấp giống như những tăng thời kỳ đầu của Nga, với một tháp pháo tròn thấp nằm chính giữa thân, nó được trang bị cả hệ thống bảo vệ chủ động và bị động, biến T-90 thành chiếc tăng chiến đấu được bảo vệ tốt nhất trên thế giới. Lớp vỏ nghiêng được bao phủ bởi một lớp áo giáp bằng những viên gạch chất nổ (ERA) Kontakt-5 thế hệ hai, giống như phần tháp pháo. Lớp ERA này làm cho tháp pháo có mặt ngoài được tạo góc, với các viên gạch ERA tạo thành một bề ngoài "con trai bắt đạn" (clam shell). Các viên gạch ERA ở mái tháp pháo bảo vệ nó khỏi các vũ khí tấn công từ trên cao.

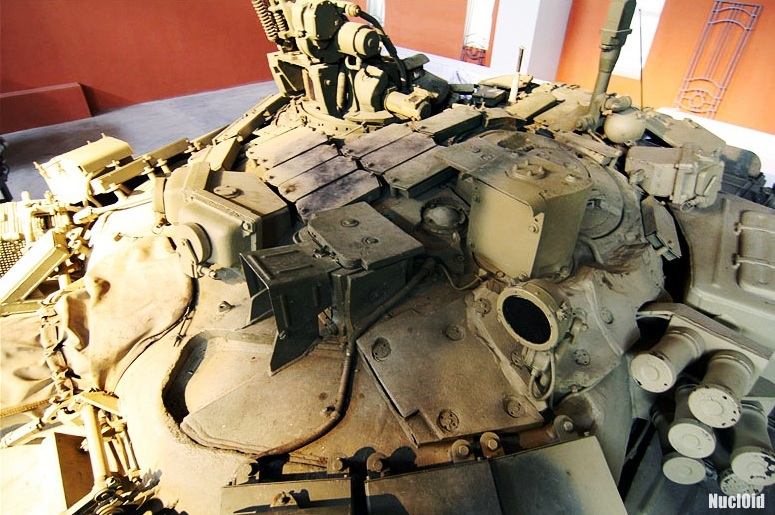
Tháp pháo của T-90S với giáp phản ứng nổ thế hệ thứ 2 Kontakt-5.

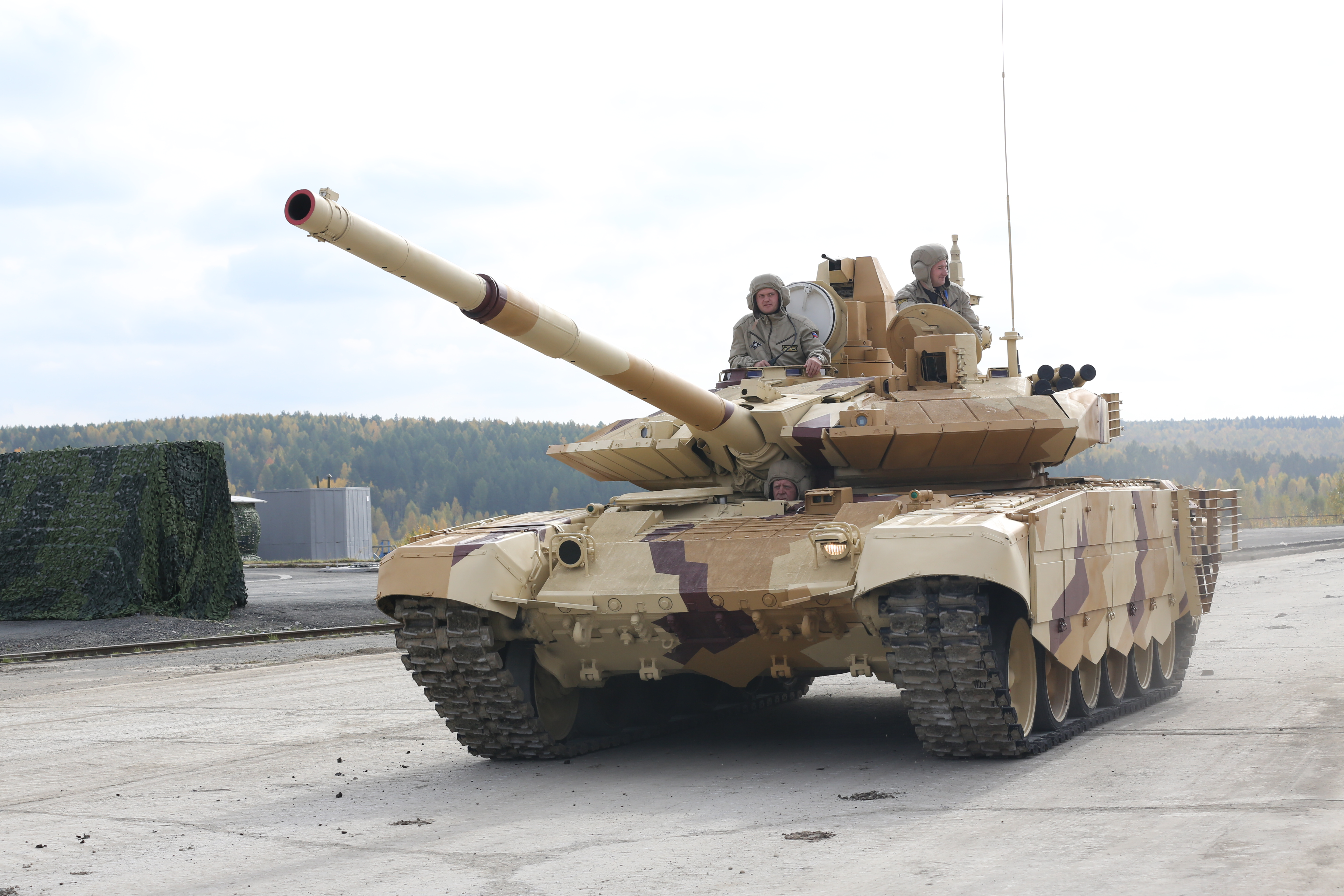
T-90SM với giáp phản ứng nổ thế hệ thứ 3 Relikt.

So với T-72, dạng hình vỏ giáp bảo vệ của T-90 không có nhiều thay đổi lớn nhưng chất liệu làm vỏ giáp thì tiên tiến hơn, vì vậy khả năng bảo vệ cũng cao hơn. Vỏ giáp T-90 là giáp thế hệ thứ ba, làm bằng chất liệu tổng hợp gồm nhiều lớp kim loại và gốm, được đánh giá là một tuyệt tác của các chuyên gia quân sự Nga. Vào năm 1999, một đợt kiểm tra về vỏ giáp của T-90 đã được tiến hành với các loại đạn được thử là RPG-29, tên lửa chống tăng (ATGM) và đạn xuyên giáp động năng (APFSDS) cỡ 125mm. Theo báo cáo, ATGM và APFSDS không thể phá hủy được chiếc T-90 được trang bị thêm lớp giáp phản ứng nổ Kontakt-5. Và giáp trụ của chiếc tăng này hoàn toàn ưu việt hơn một chiếc tăng T-80U tham gia cùng buổi kiểm tra hôm đó. Nhìn chung giáp trụ của T-90 hoàn toàn có thể chịu được các loại đạn pháo nòng 120mm thường thấy trên các xe tăng hiện đại phương Tây như M1 Abrams hay Leopard 2, hoặc các loại đạn pháo bắn từ trên xuống nhằm vào phần nóc xe.
Sức mạnh thật sự của lớp vỏ giáp T-90 vẫn còn trong vòng bí mật, nhưng theo ước tính của một số nguồn thông tin thì vỏ giáp trước tháp pháo (nơi có độ dày và chất lượng giáp tốt nhất) của T-90 đời đầu (dùng tháp pháo đúc) có độ bền tương đương 550mm thép cán (khi chống chọi với đạn động năng APFSDS) hay 650mm (khi chống đạn nổ lõm - HEAT). Khi được trang bị thêm giáp phản ứng nổ thế hệ 2 là Kontakt-5 thì thông số này tăng lên 600-800mm (chống đạn APFSDS) và 1.000-1.350mm thép (chống đạn HEAT). Phiên bản T-90A và T-90S dùng tháp pháo hàn kiểu mới chắc chắn hơn tháp pháo kiểu đúc của T-90 đời đầu, nên các chỉ số này có thể tăng thêm khoảng 10-15%. Tuy nhiên, lớp giáp này vẫn có thể bị bắn xuyên bởi đạn APFSDS DM-53 của xe tăng Leopard 2A6 ở cự ly rất gần.
Cần lưu ý rằng phiên bản đầu tiên của Kontakt-5 (không chứa chất nổ kiểu 4S22) chỉ có thể làm giảm khoảng 20% mức độ xuyên giáp của đạn APFSDS và hầu như không hiệu quả đối với đạn nổ lõm có đầu nối tiếp (tandem). Kontakt-5 sau đó đã được hiện đại hóa (thay thế chất nổ EDS và BB bằng loại 4S22 tiên tiến hơn) để chống đạn nổ lõm tandem hiệu quả hơn. Loại Kontakt-5 cải tiến này được lắp đặt trên các T-90 loạt sản xuất từ đầu thập niên 2000 (có thể là từ phiên bản T-90S và T-90A). Kontakt-5 cải tiến đã chứng minh được tính hiệu quả của việc chống đạn nổ lõm tandem khi có những chiếc T-90 đã chịu được tên lửa TOW-2A (phiên bản TOW-2 cải tiến có đầu nổ tandem) trong cuộc xung đột vũ trang ở Syria năm 2016.
Giáp phản ứng nổ thế hệ 3 là Relikt thì khả năng bảo vệ còn được nâng cao thêm nữa với loại chất nổ 4S23 cải tiến. Relikt có thể làm giảm khoảng 40-50% mức độ xuyên giáp của đạn APFSDS và vô hiệu hóa đạn nổ lõm tandem. Phiên bản T-90AM hoặc T-90SM sử dụng loại giáp này có khả năng bảo vệ đạt tới 780 - 1.000mm thép (chống đạn APFSDS) và 1.150 - 1.500mm thép (chống đạn HEAT). Với mức độ bảo vệ này, giáp trước của T-90AM/T-90SM/T-90M là gần như không thể bị xuyên phá khi nhìn trực diện bởi hỏa lực pháo 120mm của xe tăng phương Tây dù ở cự ly rất gần, trừ những vị trí không có lớp giáp hỗn hợp và Relikt (ví dụ như lớp giáp trước phía dưới, v.v)
Những khu vực khác của xe tăng như nóc tháp pháo, hai bên xe,... thì vỏ giáp mỏng hơn và khả năng bảo vệ nhìn chung yếu hơn, nhưng cũng rất khó để xuyên phá nếu chỉ sử dụng vũ khí chống tăng kiểu cũ.
Đạn pháo T-90 đều nằm trong khoang chiến đấu, sát cạnh kíp xe. Điều đó làm giảm mạnh cơ hội sống sót của lính tăng khi xe bị diệt trên chiến trường. Khác với các xe tăng hiện đại của phương Tây, xe tăng Nga sử dụng hệ thống nạp đạn tự động nên phải chứa nhiều đạn ngay bên trong tháp pháo. Điều này khiến các cỗ xe của Nga tiết kiệm không gian và khiến xe tăng có thiết diện nhỏ ở bên ngoài nên khó bị đối phương bắn trúng khi xung trận nhưng lại dễ bị tổn thương ngay cả khi trúng phải một phát đạn gián tiếp của đối phương. Phát đạn có thể khởi động một phản ứng dây chuyền bên trong xe, khiến toàn bộ đạn dược tích trong xe (khoảng 40 quả đạn pháo) phát nổ đồng loạt. Khi dòng xe T-90 (kế thừa dòng T-72) được đưa vào hoạt động trong năm 1992, lớp giáp của loại xe này đã được nâng cấp nhưng hệ thống nạp đạn vẫn tương tự như xe tiền nhiệm, khiến xe vẫn dễ bị tổn thương như thường.

### Các hệ thống bảo vệ chủ động (APS)
T-90 là xe tăng đầu tiên được trang bị hệ thống phòng vệ chủ động quang điện tử học Shtora-1 (tiếng Nga: Штора-1, có nghĩa là "Bức màn chắn") sản xuất bởi Elektromashina. Shtora được thiết kể để chống lại sự chỉ định mục tiêu bằng laser và thiết bị đo xa của Tên lửa điều khiển chống tăng. Hệ thống gồm thiết bị gây nhiễu quang điên tử (electro-optical), khi hoạt động nó sẽ làm nhiễu quá trình điều khiển đường ngắm bán tự động (semiautomatic command to line of sight - SACLOS) của hệ thống định hướng của tên lửa chống tăng có điều khiển, làm nhiễu máy dò laser và máy chỉ thị mục tiêu của kẻ địch khiến tên lửa chống tăng bắn vào T-90 bay chệch mục tiêu, hệ thống cảnh báo khi T-90 đang bị chiếu laser, các ống phóng lựu khói tự động phóng khi bị chiếu laser.

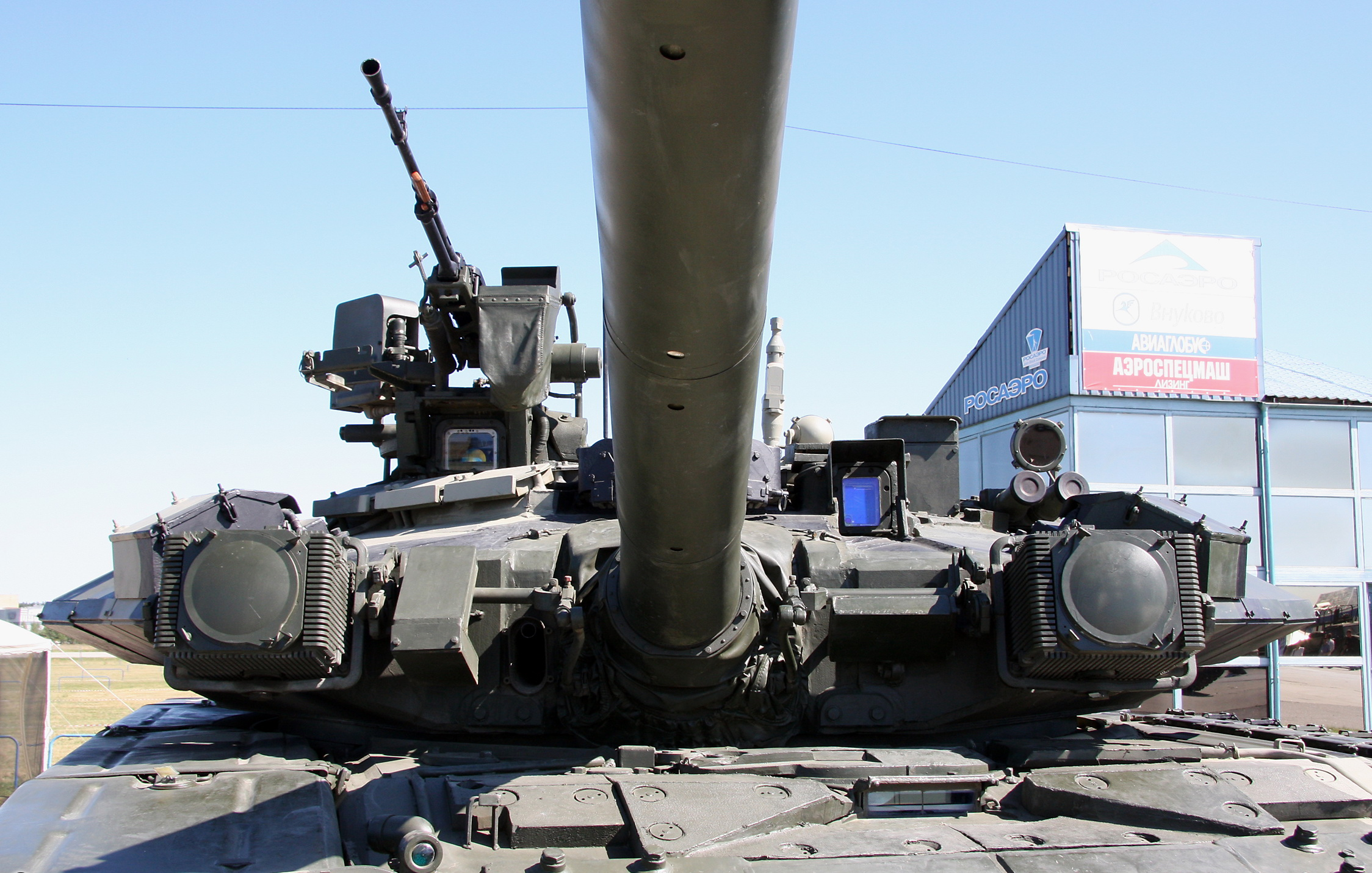
2 đèn hồng ngoại của Shtora-1 gắn 2 bên tháp pháo của T-90A

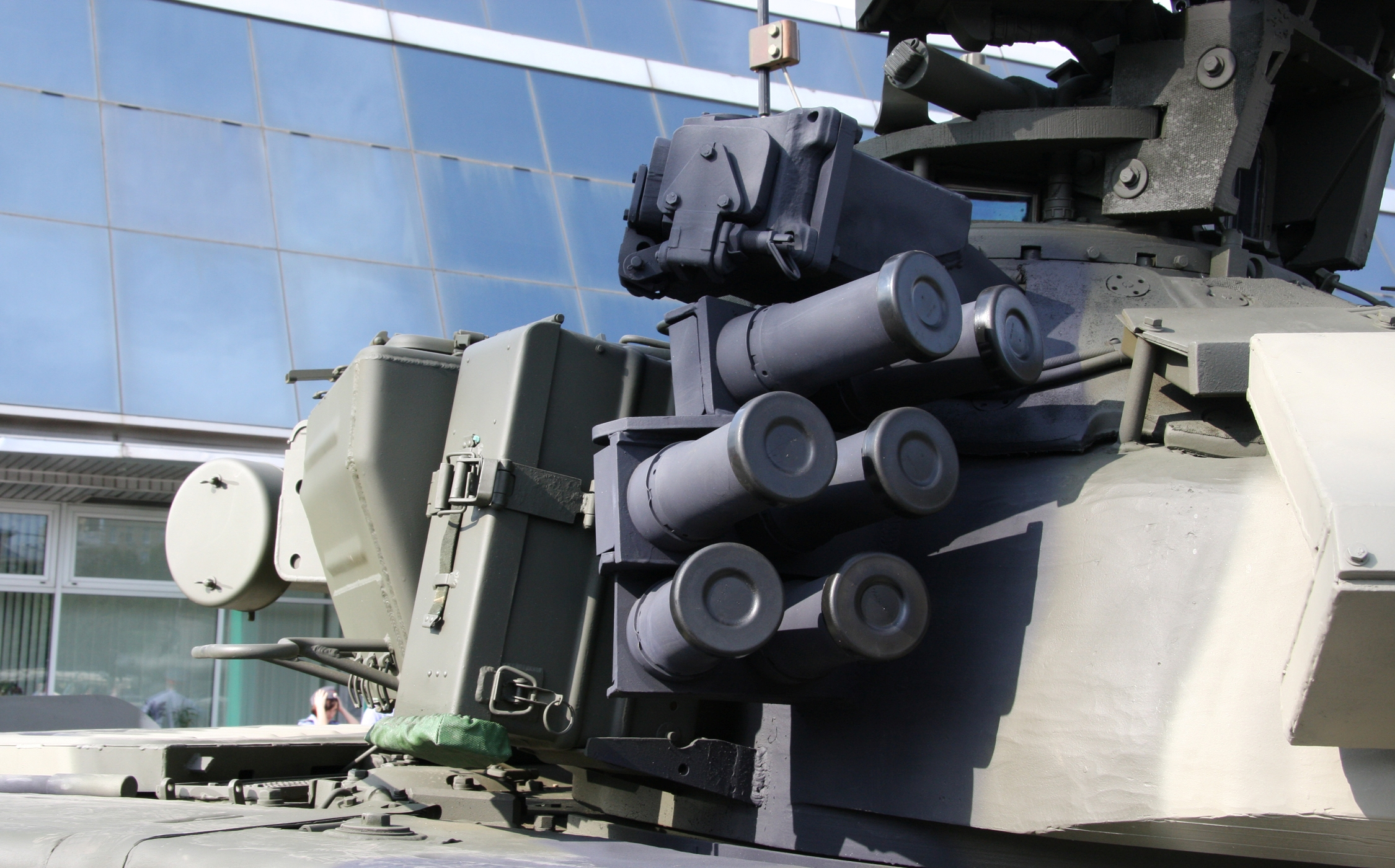
T-90S với ống phóng đạn tạo màn khói nhằm ngụy trang cho xe tăng tránh bị đối phương ngắm bắn

Có thể nói Shtora-1 là một hệ thống phòng vệ chủ động mềm. Nó hiệu quả nhất khi được sử dụng cùng với một hệ thống tiêu diệt cứng như Arena, tạo ra hàng phòng ngự nhiều lớp ngay từ bên ngoài xe tăng. Trong Triển lãm quốc phòng quốc tế (IDEX) được tổ chức tại Abu Dhabi năm 1995, hệ thống này lắp đặt vào một xe tăng trưng bày của Nga.
Hệ thống Shtora-1 bao gồm bốn thành phần chủ yếu: trạm giao diện điện quang gồm một đài làm nhiễu âm, một thiết bị điều biến, và thanh điều khiển; một bảng làm nổ lựu đạn tạo màn khói ở mỗi bên tháp pháo; một hệ thống cảnh báo khi xe bị chiếu xạ bởi tia laser; một hệ thống kiểm soát gồm thanh kiểm soát, máy tính xử lý và thanh điều khiển bằng tay. Thiết bị này xử lý thông tin từ các cảm biến và kích hoạt hệ thống tạo màn khói. Shtora-1 có trường quan sát tới 360 độ theo chiều ngang và từ -5 đến +25 độ theo chiều dọc, nó có 12 ống phóng đạn tạo màn khói, cả hệ thống cân nặng 400 kg.
Nguyên lý hoạt động của hệ thống Shtora-1 như sau: Hai đèn hồng ngoại OTShU-1-7, mỗi chiếc ở một bên của tháp pháo, liên tục phát ánh sáng hồng ngoại công suất lớn để làm giả tín hiệu hồng ngoại, khiến hệ thống điều khiển bắn của tên lửa chống tăng nhầm lẫn giữa tín hiệu tên lửa và Shtora, làm nó dẫn hướng sai khiến tên lửa bay chệch hướng. Ngoài ra, khi các cảm biến của hệ thống phát hiện xe tăng đã bị "chiếu xạ" bởi tia laser định vị thì máy tính sẽ tính toán xác định các thông số về quỹ đạo của tia laser và sẽ phát lệnh phóng các quả đạn khói về phía đó. Màn khói chỉ chưa cần tới 3 giây đã có thể hình thành và kéo dài khoảng 20 giây. Phạm vi triển khai của màn khói từ 50—70 mét. Màn khói này sẽ gây nhiễu các thiết bị chỉ định bằng laser cũng như ngụy trang cho xe tăng trước các thiết bị ngắm bắn quang học. Khi gặp màn khói này, tín hiệu điều khiển bằng laser sẽ bị nhiễu và tên lửa sẽ mất điều khiển, nó chỉ còn bay theo quán tính. Trong khi đó, xe tăng tiếp tục cơ động và di chuyển tới vị trí khác, khiến tên lửa trượt mục tiêu.
Shtora-1 được thiết kế để chống lại các tên lửa chống tăng thế hệ 2 điều khiển bằng hồng ngoại. Các phân tích sâu hơn cho thấy các biện pháp đối phó của Shtora-1 sẽ không hiệu quả trước tên lửa chống tăng thế hệ 3 như FGM-148 Javelin của Mỹ. Nghiên cứu từ Viện Chiến tranh hiện đại tại West Point cho rằng: "Hệ thống Shtora-1 không có tác dụng đối với tên lửa Javelin hay súng trường không giật. Khi nhắm mục tiêu vào một phương tiện sử dụng hệ thống Shtora, xạ thủ có thể sử dụng hệ thống ngắm bắn mục tiêu cải tiến ITAS không sử dụng dẫn đường bằng laser. Điều này sẽ cho phép xạ thủ tránh bị Shtora phát hiện". Điểm yếu của xe tăng T-90 nằm ở đỉnh tháp pháo, nơi ít được bảo vệ hơn. Tên lửa chống tăng Javelin của Mỹ được phóng từ trên cao có thể lao xuống đỉnh tháp pháo và hạ gục nó.
Các xe tăng T-90M mới nhất không sử dụng các biện pháp đối phó hồng ngoại từ Shtora-1.
Hệ thống tạo khói mù 81 mm PU kiểu 902B Tutra trên tháp pháo xe tăng (12 ống phóng), được sử dụng để tạo màn khói mù ngụy trang, gây nhiễu bức xạ laser chỉ thị mục tiêu. Đạn khói azot 3D17 – có thời gian tạo màn khói 3 giây, tầm bắn tạo màn khói 50 – 80 m, kích thước màn khói là 15 mét theo chiều cao và 10m theo chiều rộng. Với các xe T-90 không được lắp đặt thiết bị TShU-1-7 Shtora-1, loại đạn khói đơn giản hơn là 3D6M được sử dụng.
Ngoài T-90, Shtora-1 hiện còn được lắp đặt trên một số phiên bản T-72 cải tiến, T-80UK, T-80BVM. Tuy nhiên T-90S "Bhisma" của Ấn Độ và một số phiên bản xuất khẩu lại không được trang bị Shtora-1 do các nước này không đặt mua.
Hệ thống phòng thủ chủ động (APS - Active Protection Systems) ARENA trên T-90 là lớp bảo vệ thứ hai của xe nếu Shtora-1 không gây nhiễu được tên lửa của địch. Arena-E được thiết kế để lắp đặt trên nhiều phương tiện chiến đấu khác nhau, có khả năng bảo vệ xe tăng trước tên lửa chống tăng, đạn chống tăng các loại với góc bảo vệ đạt tới gần 300 độ xung quanh xe (trừ hướng phía sau có bộ binh). Hệ thống gồm một radar mm lắp trên nóc tháp pháo, máy tính điều khiển và 26 đạn nổ đánh chặn chứa trong các hộp lắp xung quanh tháp pháo, cung cấp khả năng bảo vệ hữu hiệu trước đạn chống tăng có tốc độ bay đạt tới 700m/giây và thời gian phản ứng là khoảng 0,07 giây.
Nguyên tắc hoạt động của hệ thống APS ARENA là: Anten cảm biến phát hiện vũ khí chống tăng ở cự ly 50m; hệ thống máy tính thu nhận và tính toán tốc độ, quỹ đạo đường đạn cũng như góc tiếp xúc..., từ đó ra chỉ thị kích hoạt phóng đạn nổ, và tiêu diệt chúng ở cự ly cách xe từ 7-10m. Với các mục tiêu có tốc độ bay từ 50–70 m/s thường được coi là không nguy hiểm với xe tăng nên máy tính của hệ thống Arena không ra lệnh đánh chặn, chỉ những mục tiêu có vận tốc trên 70 m/s, thiết bị phóng đạn mới được kích hoạt. Khi được kích nổ, quả đạn phóng ra một luồng mảnh đạn định hướng gồm hàng nghìn mảnh nhỏ để phá hủy tên lửa hay đầu đạn của vũ khí chống tăng. Sau khi đánh chặn, chỉ từ 0,2-0,4 giây sau, xe đã có khả năng đánh chặn tiếp 1 quả đạn khác.

Mô phỏng nguyên lý hoạt động của ARENA

Phiên bản xuất khẩu của ARENA là ARENA-E, có giá khoảng 300.000 USD/hệ thống (thời giá năm 2000). Do giá khá cao nên ARENA-E không được gắn kèm T-90, khách hàng muốn trang bị thì phải chi thêm tiền để mua, do đó ít khi thấy T-90 các phiên bản xuất khẩu được gắn ARENA-E. Năm 2017, Nga tiếp tục cải tiến và cho ra mắt phiên bản hiện đại hóa là ARENA-M, có khả năng đánh chặn tốt hơn
Ở phiên bản hiện đại hóa T-90M (ra mắt năm 2017), xe được trang bị hệ thống phòng thủ chủ động thế hệ mới là "Afganit". Hệ thống có thể đánh chặn mục tiêu có tốc độ tới 1.700 m/s (tức là tốc độ siêu thanh Mach 5), nghĩa là có thể đánh chặn được cả đạn xuyên giáp động năng APFSDS của pháo chống tăng. Khả năng này vượt trội so với hệ thống ARENA trên T-90 (chỉ đánh chặn được mục tiêu có tốc độ khoảng 700 m/s).
Hệ thống phòng thủ của xe tăng cũng được áp dụng công nghệ tàng hình, sử dụng các lớp sơn đặc biệt, làm bằng vật liệu hấp thụ sóng điện từ, giảm thiểu các nguồn bức xạ nhiệt, điện từ và hồng ngoại, khiến các thiết bị trinh sát của địch khó phát hiện ra. Bộ vật liệu ngụy trang Nakidka cũng có sẵn cho T-90, nó được thiết kế để giảm thiểu các loại tín hiệu mà xe tăng phát ra gồm sóng hồng ngoại, tín hiệu nhiệt, độ bộ lộ trước sóng radar.
Bên cạnh các hệ thống bảo vệ thụ động và chủ động, T-90 cũng được lắp hệ thống bảo vệ sinh-hóa-phóng xạ (NBC), thiết bị quét mìn KMT, và hệ thống chống cháy tự động. Hệ thống điện tử chống mìn EMT-7 cũng có thể được cài đặt trên T-90. EMT-7 phát ra các xung điện từ để vô hiệu hóa các loại mìn từ tính và các thiết bị nhận tín hiệu kích nổ từ xa trước khi xe tăng tiếp cận chúng.
Từ năm 2006, T-90 còn được trang bị hệ thống ngụy trang "Nakidka" để làm giảm khả năng bị đối phương phát hiện. Nakidka gồm các tấm phủ làm bằng vải quét vật liệu hấp thụ radar (RAM), cũng như làm giảm các tín hiệu hồng ngoại, ảnh nhiệt mà xe tăng phát ra (Theo NII Stali (Viện nghiên cứu khoa học về thép), Nakidka làm giảm 30% khả năng bị phát hiện bởi ống nhòm quang học, giảm 2-3 lần khả năng bị phát hiện bởi thiết bị quan sát hồng ngoại, giảm 6 lần tín hiệu radar, và giảm tín hiệu ảnh nhiệt xuống mức gần bằng môi trường xung quanh).
Trong tương lai, T-90 có thể được trang bị hệ thống thông tin thế hệ mới nhất và cơ cấu điều khiển được tự động hóa hoàn toàn để tiến tới điều khiển xe tăng từ xa.

#### Tính an toàn

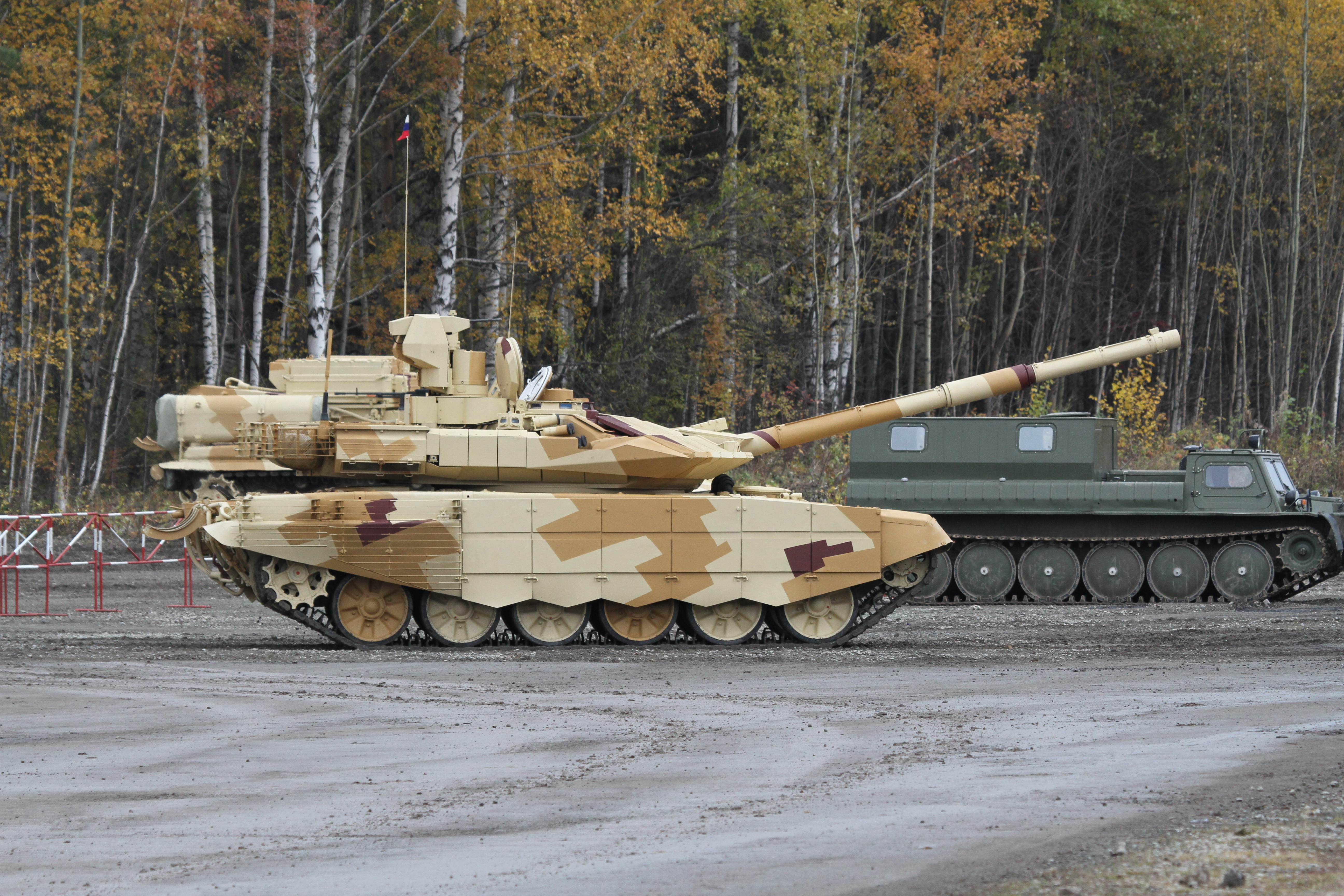
T-90SM nhìn ngang với giáp phản ứng nổ che phủ tháp pháo

Giống như các loại xe tăng khác của Liên Xô trước đây, khả năng sống còn của binh sĩ trong các điều kiện trên chiến trường không phải là điểm mạnh của Т-90. Điều này trước hết là do bố trí cực kỳ phức tạp của bộ phận động cơ-truyền động, nên chỗ dành cho các khoang nhiên liệu trong đó đã không còn, chúng phải chuyển phần nào sang buồng tác chiến và một phần vào phần trước của khối này - nơi xác suất bị trúng đạn của đối phương là cao hơn đáng kể. Hơn nữa, trong khi khoang nhiên liệu với các xe tăng của Hoa Kỳ và phương Tây được bố trí trong bộ phận động cơ-truyền động và cách ly với tổ lái, các thùng nhiên liệu của T-90 thì không. Dù vậy, so sánh với các sơ đồ bố trí tương tự, độ bảo vệ của các thùng nhiên liệu trên tăng Т-90 cao hơn khi bị xạ kích từ hướng hai bên hông nhờ các tấm chắn bổ sung bên hông và bảo vệ động lực ở hông của bộ phận điều khiển; tuy rằng vấn đề mức độ nguy hiểm cho tổ lái trong trường hợp bị bắn trúng khoang nhiên liệu vẫn không giảm xuống.
Vấn đề khác của Т-90 là sự bố trí khối đạn dược của nó, cũng nằm trong bộ phận tác chiến và cũng không được cách ly với tổ lái, như thế sự kích nổ nó chắc chắn sẽ dẫn tới việc xe tăng T-90 bị tiêu diệt hoàn toàn. Trên Т-90А vấn đề này đã được giải quyết phần nào nhờ vào các tấm che chắn bổ sung của hệ thống nạp đạn tự động và cách sắp xếp đạn dược bên ngoài nó, tuy nhiên vấn đề về độ an toàn cho tổ lái trong trường hợp sự kích nổ xảy ra vẫn chưa được giải quyết rốt ráo. Tuy vậy, độ hiệu quả của các biện pháp bảo vệ tổ lái được áp dụng trên các xe tăng phương Tây — đưa khối đạn dược vào khoang riêng (theo thông lệ vào phía sau tháp pháo) và được trang bị các tấm giảm nổ cũng bị nghi vấn. Theo quan điểm của các tác giả Nga như Spasibukhov, chẳng hạn, các xe tăng M1 Abrams được bảo vệ theo kiểu này trong quá trình chiến đấu cũng đã bị tiêu diệt do sự kích nổ của khối đạn dược — mặc cho sự thoát hơi của các tấm giảm nổ, vụ nổ đủ để tiêu diệt xe tăng, mặc dù theo khẳng định của Hoa Kỳ, sơ đồ bố trí này đã thể hiện được độ tin cậy của mình.

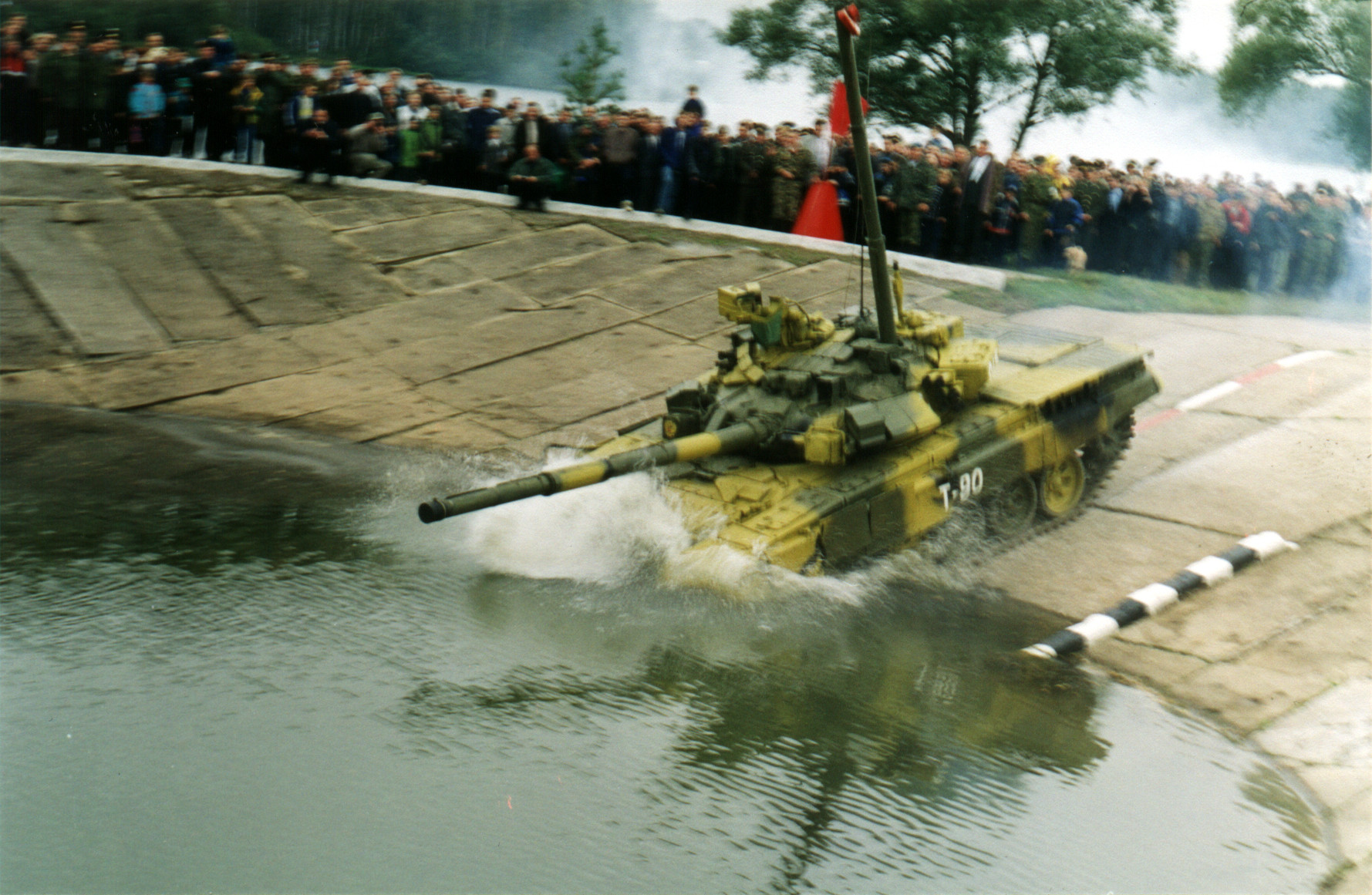
T-90 đang lội nước trong một cuộc thử nghiệm tại Nga.

Đồng thời, theo ý kiến của một số tác giả, sự phân bố của khối đạn dược của T-72 và T-90 theo chiều nằm ngang trên sàn của khối tác chiến và trong khu vực ít bị bắn trúng hơn, và trong chiến trận trên thực tế xác suất khoang đạn của T-90 bị kích nổ thấp hơn nhiều khi so sánh với các mẫu xe tăng cũ hơn của Liên Xô là T-80, trong đó khối đạn dược cũng được bố trí trên sàn của khối tác chiến nhưng theo chiều đứng.
Theo một số ý kiến khác thì sự co gọn dung tích của hệ thống nạp đạn tự động khi so với nạp đạn cơ học đã làm tăng số lượng khối đạn dược không cơ giới hóa, được phân bố cao hơn hệ thống nạp đạn tự động và trong một loạt các trường hợp cao hơn tháp pháo, nhanh chóng nâng cao tính dễ bị tổn thương của khối đạn dược. Trên các xe tăng phương Tây, giải pháp tiêu chuẩn là sắp xếp khối đạn dược ở phía đuôi tháp pháo. Điều này khiến tháp pháo bị kéo dài, dễ bị bắn trúng hơn, nhưng cho phép thực hiện các tấm giảm nổ (giải pháp được sao chép trên các xe tăng hậu Xô viết Obyekt 291 và Obyekt 640). Tuy nhiên, khối đạn dược trong phiên bản T-90MS mới nhất đã được bố trí lại: ngoài 22 viên đạn chính nằm sẵn trong hệ thống tự động nạp đạn, số đạn dự trữ còn lại được đặt trong hộp đạn phụ chứa được 20 viên đạn nằm ngoài xe, đặt phía sau tháp pháo nhằm giảm khả năng bị kích nổ, và có thiết kế sao cho khi bị xạ kích thì sức nổ của khối đạn dược không ảnh hưởng quá nhiều đến thân xe và tháp pháo. Có điều, việc lấy đạn từ hộp đạn phụ phải được làm thủ công tại các điểm dừng chân trên chiến trường.

### Tính cơ động

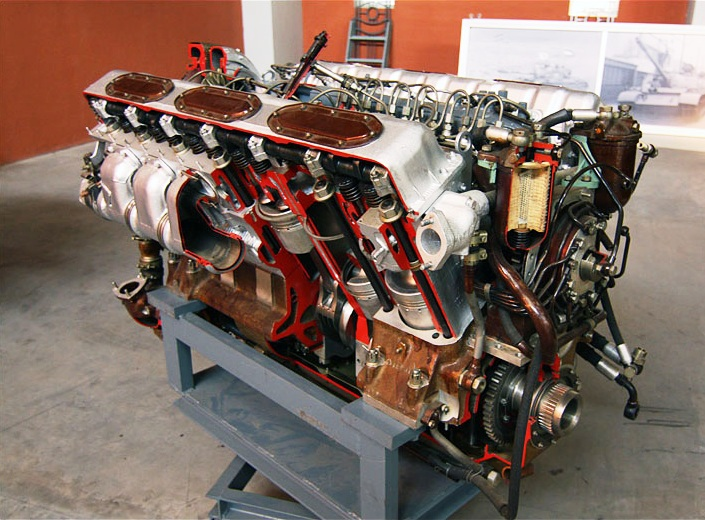
Động cơ T-90.

T-90 có động cơ diesel đa nhiên liệu V-84MS 840 mã lực (618 kW) bốn thì V-12 piston, có thể chạy bằng nhiên liệu T-2, TS-1 kerosene và A-72 benzine. Động cơ này cho tỷ lệ sức mạnh trên trọng lượng chỉ đạt 18,06 mã lực/tấn, kém đáng kể so với loại T-80U và T-84 (xấp xỉ 26 mã lực/tấn). Về sau, T-90 và các mẫu T-72 mới được trang bị các động cơ mạnh hơn như V-92 950 mã lực và V-96 1100 mã lực, cuối cùng nâng tỷ lệ này lên 20,4 mã lực/tấn và 23,7 mã lực/tấn, mặc dù vẫn còn kém so với T-84. Tuy nhiên, do khối lượng thấp (47 tấn so với 61 tấn của M1 Abrams và 48 tấn của T-84), xe tăng T-90 vẫn đạt được tốc độ đáng kể, có thể ngang ngửa với "xe tăng bay" T-80 và T-84. Đồng thời trục lăn của T-90 rộng hơn T-72B nên nó chịu tải lớn hơn, và vòng sắt của T-90 có thể là loại xích hỗn hợp sắt-cao su hoặc xích sắt có khớp nối đều được.
Phiên bản T-90A trở về trước sử dụng hộp số gồm 7 số tiến và một số lùi giống như trên T-64 và T-72. Nó có nhược điểm là tốc độ lùi xe khá chậm, chỉ đạt 4–5 km/h. Phiên bản mới nhất T-90MS có động cơ diesel với công suất 1.130 mã lực với hộp số tự động kiểu mới. Tốc độ tối đa của T-90MS được nâng lên 72 cây số/giờ (trên đường nhựa), tốc độ lùi xe thì tăng lên tới 30 km/h. Tầm hoạt động đạt 550 km khi mang đầy nhiên liệu. T-90MS cũng sử dụng hệ thống treo và hệ thống truyền động được cải tiến với 6 cặp bánh xích có vành cao su cùng với một bánh răng truyền động ở sau cùng, bánh xe dẫn hướng ở trước và 3 bánh đỡ xích. Nửa trên của hệ thống bánh xe được bảo vệ bởi giáp phản ứng nổ. Ngoài ra T-90MS cũng được trang bị một động cơ phụ, hoạt động khi động cơ chính được tắt nhằm giảm thiểu việc hao phí nhiên liệu, giảm lượng nhiệt phát ra để tránh bị "bắt" bởi các thiết bị nhìn hồng ngoại.
Các mẫu T-90 có thể lội sâu 5 mét khi lắp đặt hệ thống lội nước, việc lắp đặt chỉ mất 20 phút, đây là một ưu điểm của T-90 (để so sánh, M1 Abrams của Mỹ chỉ có thể lội nước sâu không quá 2 mét). Xe cũng có một thiết bị dạng lưỡi dao nhằm "neo" chiếc xe tại chỗ.
Nhìn chung, T-90 có độ tin cậy cao về dễ sửa chữa, ưu điểm được kế thừa từ T-72. T-90 là chiếc xe tăng duy nhất đã hoàn toàn vượt qua các cuộc chạy thử trên địa hình sa mạc tại Ả-rập Xê-út mà không gặp sự cố. T-90 cũng là xe tăng duy nhất đã vượt qua được bài thử nghiệm về khả năng dã chiến ở Malaysia và Ấn Độ (tháo bỏ, sửa chữa, cài đặt lại động cơ chỉ trong 3 giờ trong điều kiện dã chiến), trong khi ba loại xe khác là Leclerc (Pháp), M1 Abrams (Mỹ), Leopard 2 (Đức) đã không vượt qua được.

### Linh kiện nước ngoài
Các lực lượng Ukraine đã chiếm giữ được một trong những xe tăng T-90 tối tân của quân đội Nga  vào cuối tháng 5/2022 và phát hiện ra rằng Nga đã sử dụng một số linh kiện do nhà thầu quốc phòng Pháp Thales sản xuất. Công ty Thales phản hồi rằng các thiết bị quang điện tử này được bán theo các hợp đồng công khai đã ký trước khi EU thực hiện cấm vận Nga năm 2014, và "kể từ khi các biện pháp cấm vận của châu Âu được thực hiện vào năm 2014 – chúng tôi đã không ký bất kỳ hợp đồng nào với Nga trong lĩnh vực quốc phòng" Việc phát hiện ra công nghệ quang điện tử của Pháp trong một chiếc T-90 bị lực lượng Ukraine bắt giữ đã đặt ra câu hỏi về độ bền của chuỗi cung ứng hỗ trợ sản xuất T-90.

### Đánh giá chung
Trước hết, cần phải lưu ý đến ý kiến của một số tác giả cho rằng những so sánh về lý thuyết của các loại xe tăng không phản ánh đầy đủ sự thành công của các xe tăng ấy nếu được đưa ra chiến trường. Thành bại của một trận đánh còn phải tính đến sự luyện tập và kỹ năng của kíp lái, chiến thuật của các chỉ huy quân sự, công tác bảo trì các trang thiết bị và sự tương tác, hiệp đồng giữa các quân binh chủng (nhất là công tác phòng ngự chống lại các máy bay cường kích và các trực thăng mang tên lửa chống tăng), tất cả những điều này quan trọng hơn rất nhiều so với những thông số kỹ thuật của chính chiếc xe tăng đó. Như đã thấy trong các cuộc chiến tranh, cùng sử dụng một chiếc xe tăng nhưng một kíp lái có kỹ năng cao và kỷ luật tốt có thể phát huy sức mạnh của nó lên gấp nhiều lần so với một kíp lái kém và vô kỷ luật.
Theo phía Nga thì T-90A có nhiều đặc điểm ưu việt về hỏa lực, độ cơ động và độ tin cậy. Cho tới hiện nay đã có nhiều bài viết so sánh giữa T-90 và xe tăng của các nước khác, và các đánh giá này thường là trái chiều nhau. Một mặt, một số ý kiến cho rằng các mẫu T-90A, S, M và các phiên bản nâng cấp khác đủ mạnh để vượt qua các xe tăng hiện đại nhất của các nước khác.. Mặt khác, một số ý kiến cho rằng T-90 đã lạc hậu hơn so với các phiên bản tối tân và mạnh nhất của xe tăng các nước khác..
Một trong những đặc điểm nổi bật của T-90 so với các xe tăng hiện đại khác là hệ thống nạp đạn tự động. Việc tích hợp hệ thống này giúp cho kíp lái giảm xuống từ 4 còn 3 người (bớt đi binh sĩ nạp đạn), giảm đáng kể thao tác chuẩn bị trong khi vẫn duy trì được an toàn và tăng tốc độ bắn (so với nạp đạn bằng tay). Đồng thời xe tăng cũng có kích thước và khối lượng nhỏ gọn, đảm bảo tính cơ động chiến lược cao cũng như ít bị phát hiện trên chiến trường.
Một đặc điểm quan trọng của T-90 đó chính là sự thành công về mặt thương mại của T-90S như cho phép khách hàng lựa chọn và đặt trước các yêu cầu trang bị vũ khí, khí tài; việc thực hiện các thủ tục kiểm tra và nghiệm thu do các đơn vị đọc lập tiến hành... Tuy nhiên cũng cần phải tính đến việc chọn lựa đối tác mua hàng có thể có lý do về chính trị thay vì về chất lượng của sản phẩm.

## Các biến thể
Có ít nhất 7 biến thể khác nhau của T-90. Người Nga xác nhận sự tồn tại của một mẫu dành cho xuất khẩu vào tháng 6 năm 1996 với các trang bị và động cơ đã bị biến đổi, và người Nga cũng đã sản xuất hai kiểu T-90S (hay "C" một số khi dùng khi không dịch tiếng Kirin) và biến thể xe chỉ huy T-90SK. Xe chỉ huy T-90K khác về thiết bị radio và thiết bị lội nước và một hệ thống nổ từ xa Ainet để chống lại đạn HEF. Cũng có một số tham khảo về một kiểu T-90E, nhưng vẫn chưa được chứng minh.

### Các phiên bản xuất khẩu cho Ấn Độ: T-90S Bhisma và T-90SM

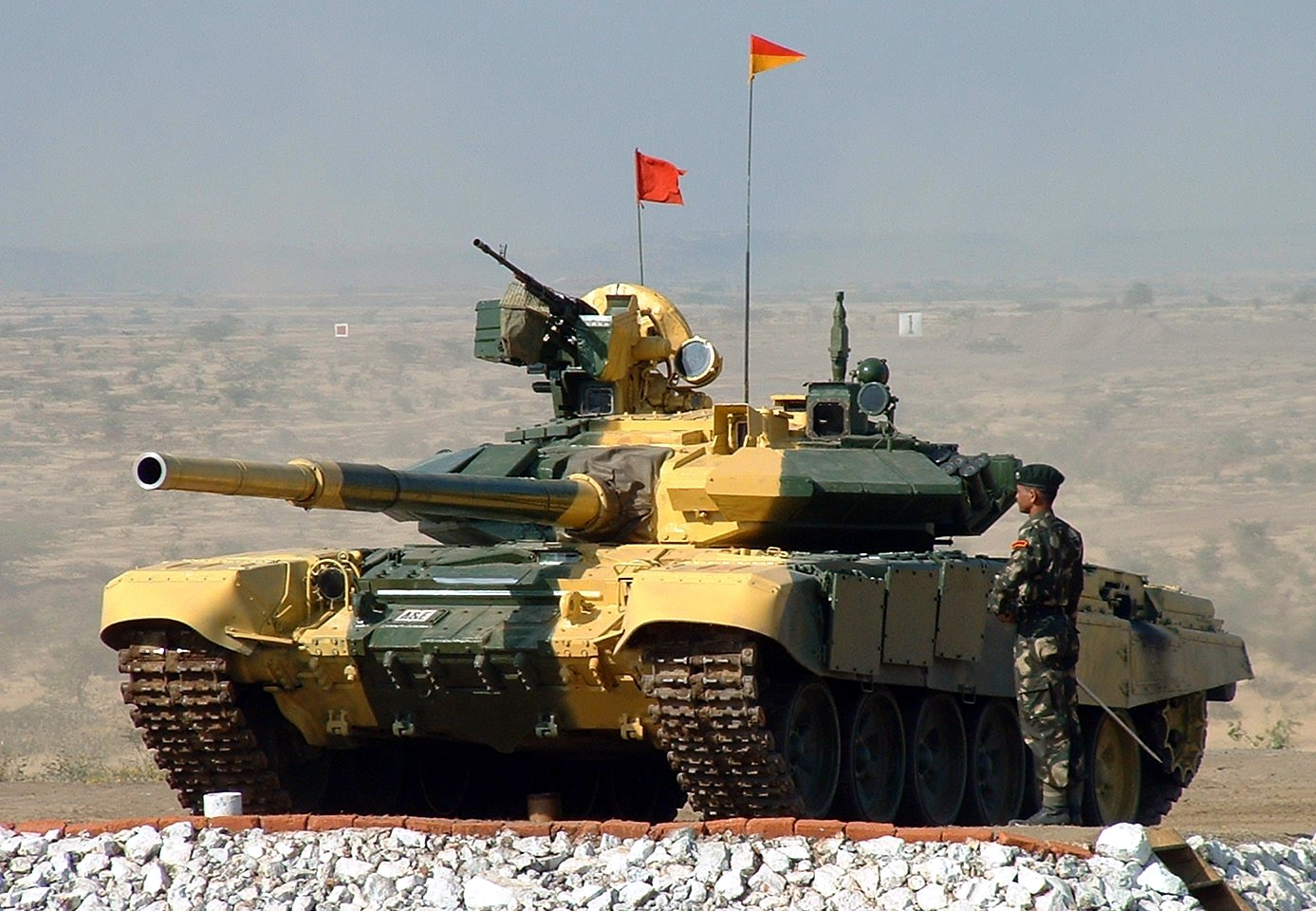
Xe tăng T-90 Bhisma của Ấn Độ, sản xuất dựa trên T-90S của Nga

Hợp đồng bán các loại xe tăng T-80UD và T-84 của Ukraina cho Pakistan đã khiến cho Ấn Độ, đối thủ truyền kiếp của Pakistan lo lắng vì các loại tăng Ấn Độ lúc đó như Ajeya MK (một phiên bản của T-72 sản xuất tại Ấn Độ) đang có dấu hiệu lạc hậu (nhất là sau những thông tin về việc T-72 thể hiện rất kém trước các mẫu tăng hiện đại). Rõ ràng, Ấn Độ nhận thấy họ đang cần một loại xe tăng mới nhằm tạo một đối trọng với T-80UD và T-84. Những thất bại và trì hoãn trong việc phát triển mẫu tăng nội địa Arjun càng khiến ưu thế về tăng thiết giáp và quân sự của Ấn Độ bị xói mòn so với đối thủ Pakistan. Cuối cùng, T-90 xuất hiện như một lựa chọn phù hợp với tình hình Ấn Độ lúc đó.
Năm 2001 Ấn Độ đã đặt mua 310 xe tăng T-90S của Nga, trong đó có 120 chiếc đã hoàn thành, 100 chiếc đã lắp đặt xong các thiết bị cơ bản, còn 90 chiếc mới hoàn tất một nửa. T-90 được chọn vì nó là bản nâng cấp của mẫu T-72 mà Ấn Độ sử dụng thành thục, đồng thời sức mạnh của nó cũng có thể cạnh tranh ngang ngửa với T-80UD và T-84 của Pakistan. Giá trị của hợp đồng lên tới 795 triệu USD, bao gồm cả chi phí chuyển nhượng công nghệ và các hệ thống vũ khí của T-90. Ngày 26/10/2006, một hợp đồng 330 chiếc T-90S trị giá 800 triệu USD cũng được ký kết Tổng cộng, Ấn Độ đang muốn sở hữu hơn 1500 xe tăng T-90S cho đến năm 2020. Một nguồn tin khác nói cụ thể hơn là T-90 sẽ là thành phần nòng cốt của lực lượng Tăng thiết giáp Ấn Độ, với số lượng là 1657 chiếc.

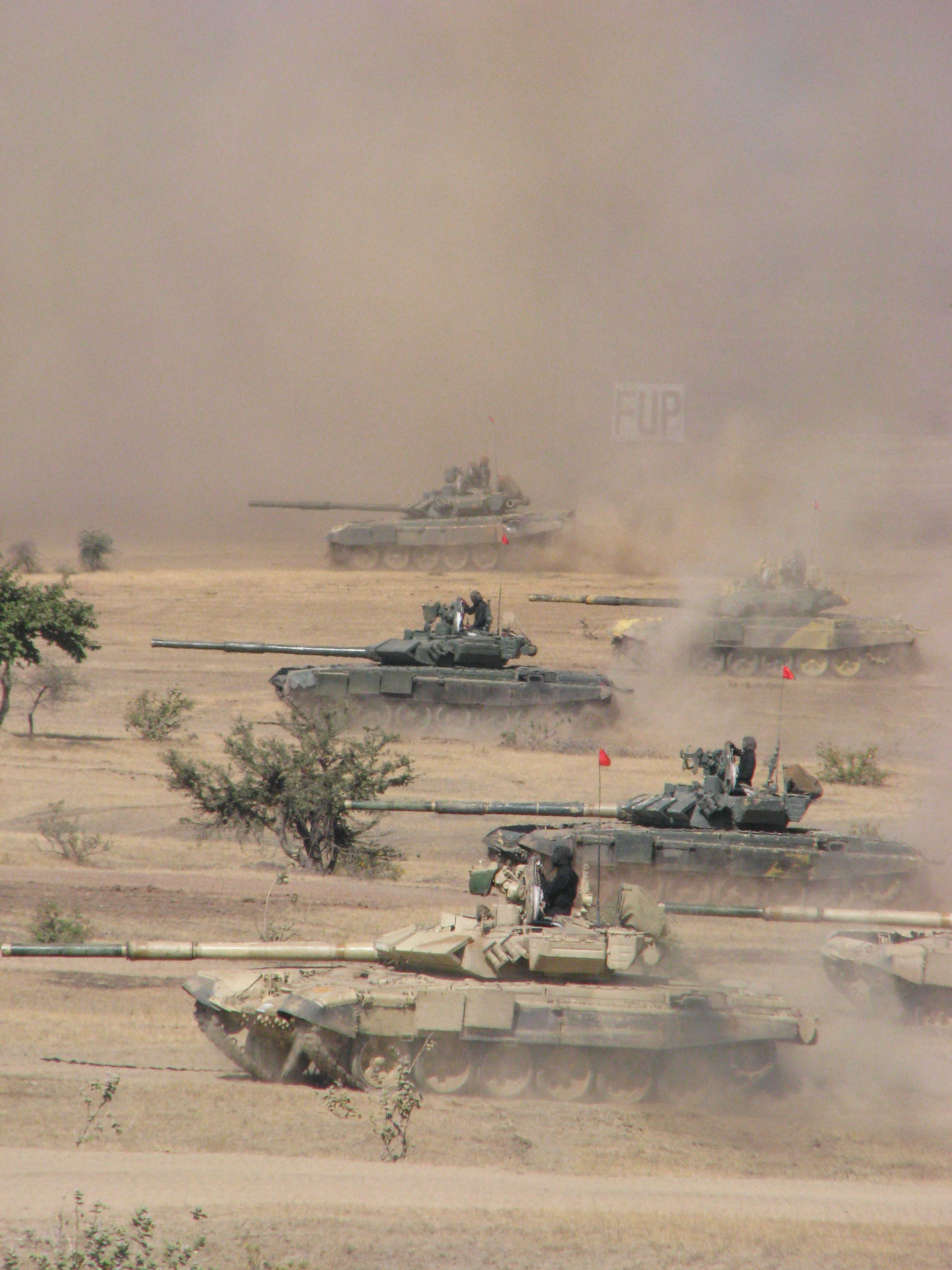
T-90 Bhishma của Ấn Độ đang biểu diễn trên thao trường

Đồng thời, vào năm 2006-2007, Ấn Độ cũng đã tiến hành sản xuất mẫu T-90 "Bhisma" nội địa với sự giúp đỡ của các chuyên gia Pháp và Nga. Tuy nhiên trong quá trình phát triển và sản xuất, một số trục trặc cũng phát sinh, thí dụ như thiết bị nhìn hồng ngoại của Pháp không thích hợp với một quốc gia có khí hậu nóng như Ấn Độ. Dù sao, năm 2006 nhà máy quân sự Ordance đã nhận giải thưởng trị giá 2,5 tỉ USD của chính phủ vì thành tích đã sản xuất hơn 1.000 xe tăng Bhisma. Cần chú ý là các mẫu T-90 Ấn Độ sản xuất không có hệ thống gây nhiễu tên lửa Shtora vì Ấn Độ không đặt mua, mặc dù có thông tin cho rằng một hợp đồng sản xuất phiên bản mới hơn được trang bị hệ thống này hiện đang được bàn thảo. Cuối cùng, vào tháng 4 năm 2008, quân đội Ấn Độ đã gửi một đề nghị các hãng Rafael, BAE Systems, Raytheon, Rosoboronexport, Saab, và IBD Deisenroth Engineering nhằm đặt mua hệ thống gây nhiễu tên lửa cho Bhishma. Giá trị hợp đồng này được ước tính lên tới 270 triệu USD. Hệ thống LEDS-150 của Hãng Saab (Thụy Điển) cuối cùng đã thắng thầu vào tháng 1 năm 2009. Tuy nhiên, việc thực hiện bị chậm trễ, đến năm 2016 thì liên doanh Ấn Độ - Saab mới bắt đầu sản xuất hệ thống này
Một hợp đồng thứ 3 trị giá 1,23 tỉ Mỹ kim đã được ký vào tháng 12 năm 2007, với nội dung đặt mua 347 xe tăng T-90S nâng cấp, phần lớn số này sẽ được lắp ráp bởi HVF. Phía Ấn Độ hy vọng rằng họ sẽ có thể tổ chức một lực lượng xe tăng bao gồm 21 trung đoàn T-90 và 40 trung đoàn T-72 nâng cấp. Việc chuyển giao số xe tăng T-90S sẽ bắt đầu vào cuối năm 2009. Loạt 10 chiếc T-90M "Bhishma" đầu tiên đã được giới thiệu với quân đội Ấn Độ vào ngày 24 tháng 8 năm 2009. Số xe tăng này được chế tạo tại Nhà máy Cơ giới Hạng nặng ở Avadi, Tamil Nadu.
Mẫu xe T-90SM khi mới được quảng bá lập tức gây được sự chú ý của giới quân sự Ấn Độ và có ý kiến lo ngại rằng việc nhập khẩu mẫu xe tăng này sẽ làm hại đến tương lai của loại xe tăng do Ấn Độ tự nghiên cứu - Arjun Mk2, tuy nhiên giới quân sự Ấn Độ đã bác bỏ thông tin về việc "khai tử" Arjun Mk2 và cho rằng cả hai mẫu tăng đều quan trọng cho Ấn Độ.
Tháng 9 năm 2013, Ấn Độ ký hợp đồng sản xuất 235 xe tăng T-90SM dưới sự chuyển giao công nghệ của Nga, trị giá lên tới 1 tỉ đôla Mỹ. Ấn Độ dự kiến triển khai 6 trung đoàn xe tăng sở hữu tổng cộng 354 xe tăng T-90SM tại biên giới Ấn Độ-Trung Quốc, bởi vì thiết kế của T-90SM tỏ ra phù hợp với điều kiện của khu vực đó.
Năm 2019, Ấn Độ và Nga đã ký kết thỏa thuận sản xuất được cấp phép đối với 464 xe tăng T-90S với chi phí khoảng 3,12 tỷ USD.
Tổng cộng người Ấn hy vọng tổ chức được 21 trung đoàn xe tăng T-90 cho đến năm 2020, với mỗi trung đoàn có 45 xe tăng trong tình trạng chiến đấu và 17 xe tăng dùng để huấn luyện và xe tăng dự bị.

### Xuất khẩu
T-90 đã được cấp phép xuất khẩu ngay từ ngày 5 tháng 10 năm 1992. Tuy nhiên trong suốt một thời gian dài, các lãnh đạo công nghiệp quốc phòng Nga chưa bao giờ cho T-90 xuất hiện tại các buổi triển lãm vũ khí quốc tế mà chỉ cho trình làng các mẫu T-72 mới của nhà máy Uralgavonzavod mà thôi, có lẽ với mục đích nhằm dồn sức cho việc quảng cáo các mẫu xe tăng thuộc dòng T-80U của Nga. T-90 xuất hiện lần đầu tiên tại buổi triển lãm IDEX tại Abu Dhabi vào năm 1997, nhưng các thông tin về nó không được giới thiệu kèm theo, điều này có nghĩa là T-90 không được giới thiệu chính thức trong buổi triển lãm đó. Nhưng trong lần này bản thân T-90 đã thể hiện hết sức thành công và đã lôi kéo được rất nhiều sự chú ý của các chuyên gia quân sự trên thế giới.

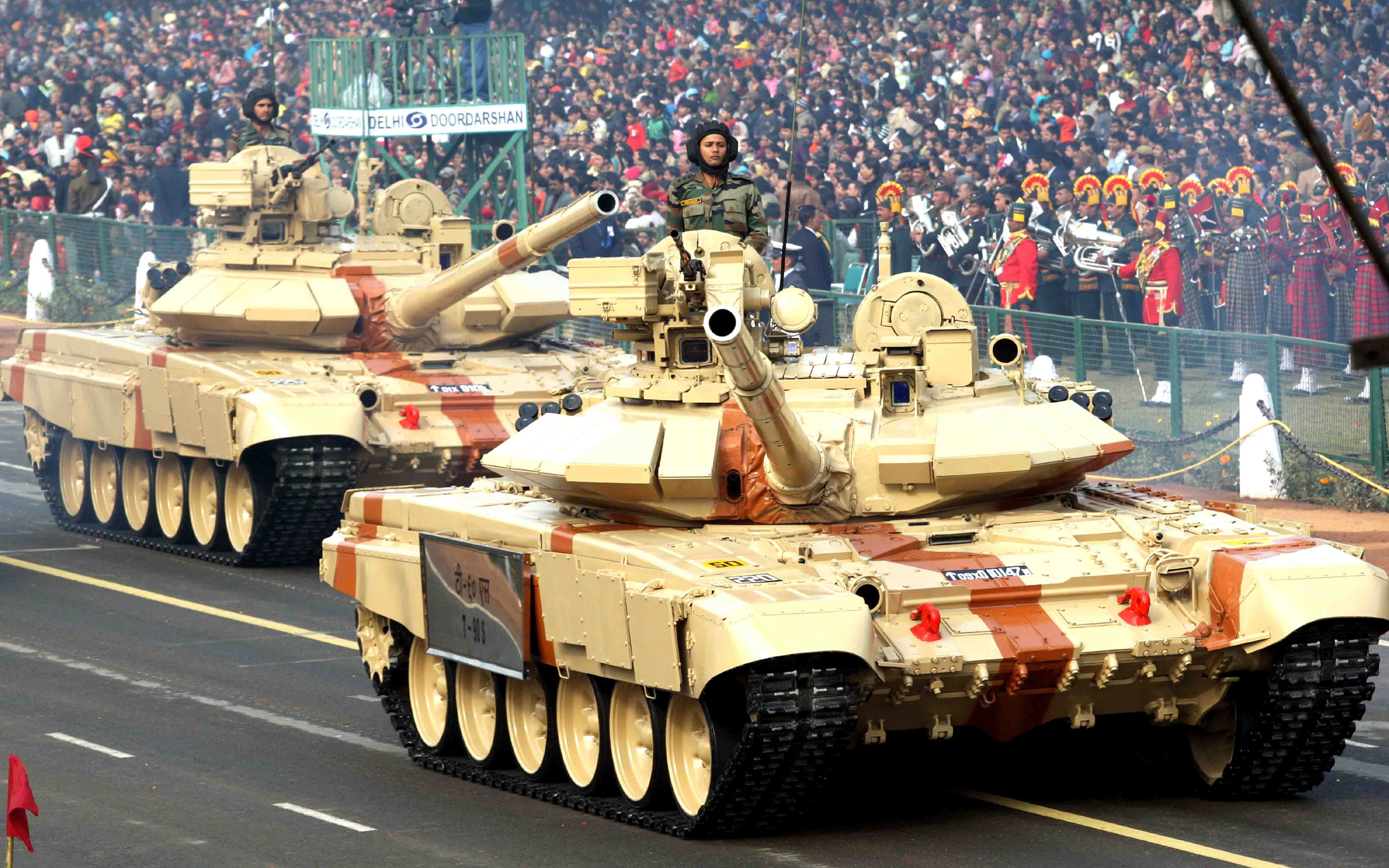
T-90S của Ấn Độ năm 2011

Trong những năm qua, xe tăng chiến đấu T-90S là sản phẩm quân sự đã được cung cấp chủ yếu cho Ấn Độ và Algérie, ngoài những quốc gia này không có bước đột phá nào đáng kể. Theo Phó Giám đốc Trung tâm Phân tích Chiến lược và Công nghệ Nga Konstantin Makiyenko, sau các hợp đồng ký kết với Ấn Độ, Algérie, Nga sẽ không còn những khách hàng chủ yếu và doanh số bán hàng có thể bắt đầu suy giảm.
Bên cạnh đó, các nước khác đã đẩy mạnh việc phát triển các thiết kế dựa trên xe tăng của Liên Xô và Nga, từ đó, quay lại cạnh tranh với hoạt động xuất khẩu của Nga. Tiêu biểu là Trung Quốc, các sản phẩm của nước này như Xe tăng chủ lực kiểu 98 dù có sức mạnh thấp hơn T-90 nhưng mức giá thì rẻ hơn rất nhiều, đối với những nước nghèo thì xe tăng mang công nghệ vừa phải với mức giá thấp là lựa chọn ưu tiên hơn là xe tăng công nghệ cao. Mức giá cao hơn của T-90S so với các mẫu xe của Trung Quốc là nguyên nhân chính dẫn đến việc xe tăng này của Nga bị thất bại trong nhiều cuộc đấu thầu.
Tuy nhiên, sau màn thể hiện hiệu quả trong Nội chiến Syria năm 2015, nhiều quốc gia ở Trung Đông và châu Á đã tỏ ra quan tâm tới T-90. Đầu năm 2017, Nga đã ký một hợp đồng quy mô lớn bán xe tăng chủ lực T-90MS cho một nước giấu tên ở khu vực Trung Đông, mà sau đó được xác định chính là Kuwait. Iraq cũng quyết định mua 73 xe tăng T-90 cũng vào năm 2017. Việt Nam cũng đã đặt mua dòng xe tăng này để thay thế dần các xe tăng T-54/55 đã cũ. Lô T-90S/SK đầu tiên cũng đã đến Việt Nam vào ngày cuối cùng của năm 2018.

## Lịch sử chiến đấu
Trong chiến tranh Chechen năm 1999, T-90 được sử dụng trên chiến trường lần đầu tiên, một chiếc trong số đó đã trúng vài quả tên lửa chống tăng và súng chống tăng, tuy nhiên xe không hề hấn gì nhờ lớp giáp dày

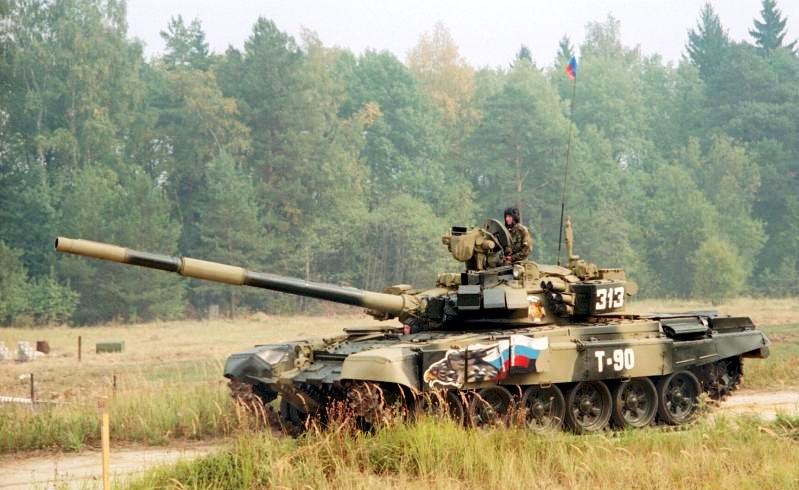
T-90 đời đầu, năm 2002

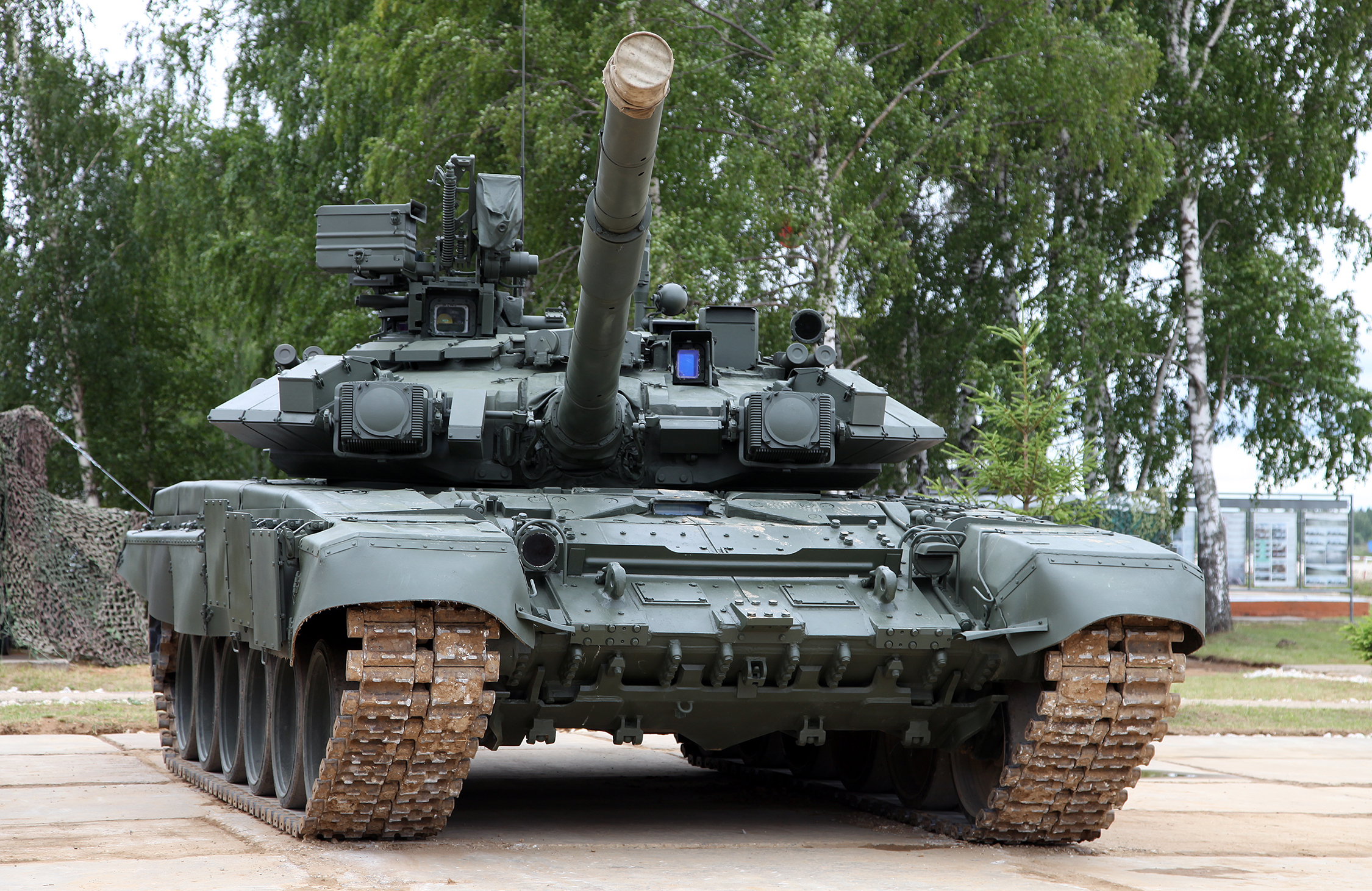
T-90A, năm 2014

### Trung Đông
Trong Nội chiến Syria, theo ước tính của quân đội Syria, các nhóm phiến quân có khoảng 6.000 tổ hợp tên lửa chống tăng BGM-71 TOW được Mỹ và Ả Rập Xê Út viện trợ, cùng hàng ngàn hệ thống tên lửa chống tăng xuất xứ từ các nước khác như Nga và Trung Quốc, chưa kể hàng vạn súng chống tăng các loại RPG-7 và SPG-9. Số vũ khí chống tăng này đã gây thiệt hại nặng cho lực lượng xe tăng (gồm chủ yếu là T-55, T-62 và T-72 đời cũ) của quân đội chính phủ Syria. Để hỗ trợ chính phủ Syria, ít nhất 15 xe tăng T-90A đã được Nga viện trợ cho quân đội Syria để chống lại phiến quân Đến năm 2018, khoảng 30 chiếc T-90A đã được Nga chuyển cho Syria, được biên chế cho Sư đoàn thiết giáp số 4, cùng Lữ đoàn Chim ưng Sa mạc và Đặc nhiệm Hổ, các đơn vị tinh nhuệ thường tiến hành các chiến dịch ác liệt nhất của quân đội Syria.
Tại chiến trường Syria, loại xe tăng Leopard 2A4 của Thổ Nhĩ Kỳ đã bị bắn cháy hàng loạt. Leopard 2A4 là loại xe tăng mà Thổ Nhĩ Kỳ mua từ trong kho của quân đội Đức, đây là phiên bản nâng cấp được sản xuất trong giai đoạn 1987-1992, với công nghệ vỏ giáp phức hợp gồm các tấm titan/wolfram phẳng và composite, tương đương kiểu giáp Chobham tuyệt mật của Anh, có khả năng bảo vệ cao trước các loại đạn xuyên giáp và tên lửa chống tăng, nhưng phần hông tháp pháo cũng như hông thân xe thì mỏng hơn khiến chúng vẫn bị xuyên qua dễ dàng. Loại xe này đã bị phá hủy 10 chiếc sau 3 tháng chiến đấu cuối năm 2016 Các nguồn tin của Nga cho biết trong 10 chiếc Leopard 2A4 thì có một phần bị tiêu diệt bởi vũ khí chống tăng còn một số khác bị tiêu diệt bởi mìn IED. Tại chiến trường Yemen năm 2015, quân đội Arab Saudi có trong tay 440 chiếc M1 Abrams, theo nhà sản xuất thì họ đã nâng cấp tất cả M1A1, M1A2 và M1A2 của Ả Rập Xê Út lên phiên bản M1A2S, đây là biến thể áp dụng các công nghệ hiện đại của M1A2 SEP mà quân đội Mỹ sử dụng.).
Tuy nhiên, các xe tăng Abrams xuất khẩu cho Arab Saudi chỉ được trang bị giáp thông thường thay vì giáp uranium nghèo (DU) như trên xe tăng của Mỹ do Washington vẫn duy trì chính sách cấm xuất khẩu xe tăng Abrams mang giáp DU. Uranium nghèo có độ đặc gần gấp đôi chì và cũng cứng hơn rất nhiều, khiến chúng rất phù hợp để chế tạo giáp cho xe tăng. Khi xe tăng bị bắn trúng, lớp giáp DU khiến viên đạn pháo mất phần lớn động năng do chúng quá đặc và quá cứng. Nhiều chiếc M1A2S đã bị phá hủy bởi quân Houthi ở Yemen. Không rõ số lượng tổn thất cụ thể, nhưng đến tháng 8/2016,  Arab Saudi đã mua thêm 153 chiếc M1 Abrams, 20 chiếc trong số đó để thay thế cho những xe bị mất khi chiến đấu

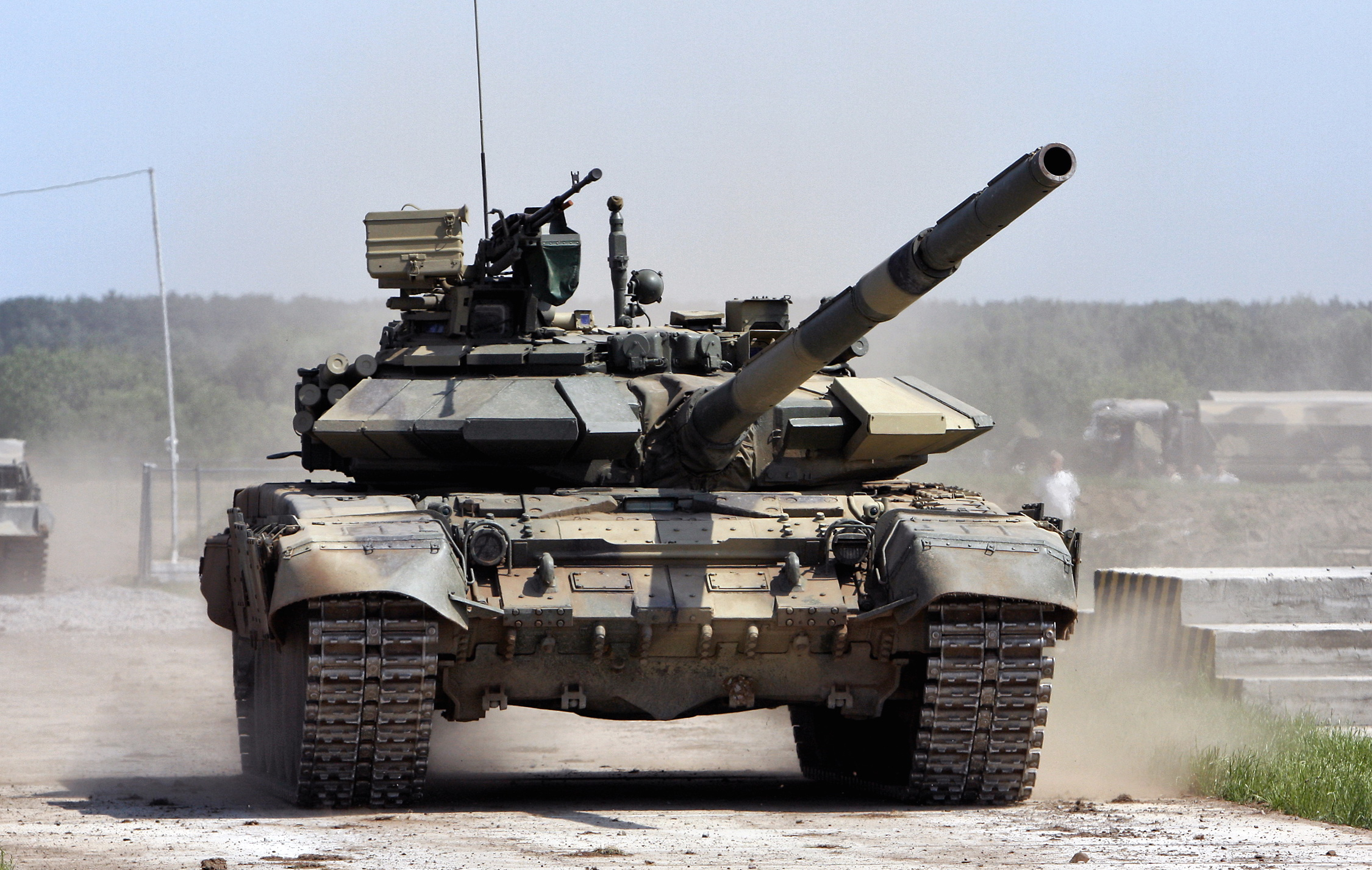
Phiên bản T-90S dành cho xuất khẩu. Hệ thống phòng vệ chủ động Shtora-1 và ARENA đã được tháo bỏ, tuy nhiên khách hàng có thể trang bị nếu đặt hàng các hệ thống này

Cũng trong giai đoạn này, ít nhất 15 chiếc T-90A được Nga viện trợ cho quân đội Syria từ tháng 11/2015. Đây là phiên bản T-90A cũ sản xuất từ năm 1992, cũng không được gắn kèm hệ thống phòng vệ chủ động ARENA mà chỉ sử dụng các thiết bị do Syria tự chế tạo. T-90A đã tỏ ra rất hiệu quả trong thực chiến. Hệ thống gây nhiễu Shtora-1 thì được gắn kèm và đã phát huy tác dụng, khiến các tên lửa chống tăng bắn vào nó bị gây nhiễu và bay chệch mục tiêu. Tính tới hết năm 2016, sau hơn 1 năm T-90 tham chiến tại Syria mà không có chiếc nào bị phá hủy. Trước đó một tháng, ngày 26/2/2016, do sơ suất của tổ lái (không bật hệ thống Shtora trên xe), một T-90A đã bị tên lửa đánh trúng nhưng nhờ sự bảo vệ của lớp giáp phản ứng nổ loại Kontakt-5, vỏ giáp của chiếc tăng T-90 không bị xuyên thủng và nó chỉ bị hư hại nhẹ, kíp lái không bị thương tích gì. Đây là lần đầu tiên T-90 bị trúng tên lửa BGM-71 TOW của Mỹ và đã chứng tỏ khả năng bảo vệ tốt của nó trước một hệ thống chống tăng vốn được Mỹ đưa vào biên chế quân đội từ năm 1970. Ngoài ra còn có một chiếc T-90 mà Nga cung cấp cho Quân đội Syria đã chịu hư hại nhỏ ở mặt trận Raqqa, một trong hai đèn hồng ngoại Shtora-1 và bánh xe bị bắn hỏng. Đến cuối năm 2016, đã có ít nhất 4 lần phiến quân dùng tên lửa hoặc súng chống tăng bắn trúng T-90A nhưng chưa một lần chiếc xe tăng này bị phá hủy hoàn toàn mà chỉ bị hư hại nhẹ ở các bộ phận bên ngoài.
Sang năm 2017, sau 1 năm rưỡi thì đã có 1 xe T-90 bị thu giữ và 1 xe bị phá hủy. Phiến quân tuyên bố thu giữ 1 chiếc T-90 vào ngày 18/4/2016 (nhưng nguồn tin sau đó cho biết đây chỉ là tin giả, bởi không hề có ảnh phiến quân đứng chụp cạnh xe để tuyên truyền chiến tích như thông thường). Chiếc T-90 duy nhất bị bắt vào ngày 10/6/2016, tổ lái đã tự bỏ xe sau khi hứng chịu nhiều cuộc tấn công từ nhiều hướng khiến nhiều bộ phận gắn ngoài của xe như kính ngắm, hai đèn hồng ngoại hệ thống Shtora-1, ốp cách nhiệt nòng pháo, nhiều phần giáp ERA Kontakt-5 bị hỏng Chiếc T-90 bị bắt vẫn chạy được bình thường, chứng tỏ rằng xe chỉ bị hư hại bên ngoài, nhưng do sự vô kỷ luật và tinh thần chiến đấu kém nên kíp lái đã tự bỏ xe chạy ra ngoài, khiến cho xe bị bắt giữ (nhiều binh lính Syria thường vứt vũ khí để bỏ chạy khi gặp nguy hiểm, nên xe tăng T-90A bị bắt giữ khi còn nguyên vẹn là điều rất dễ xảy ra).

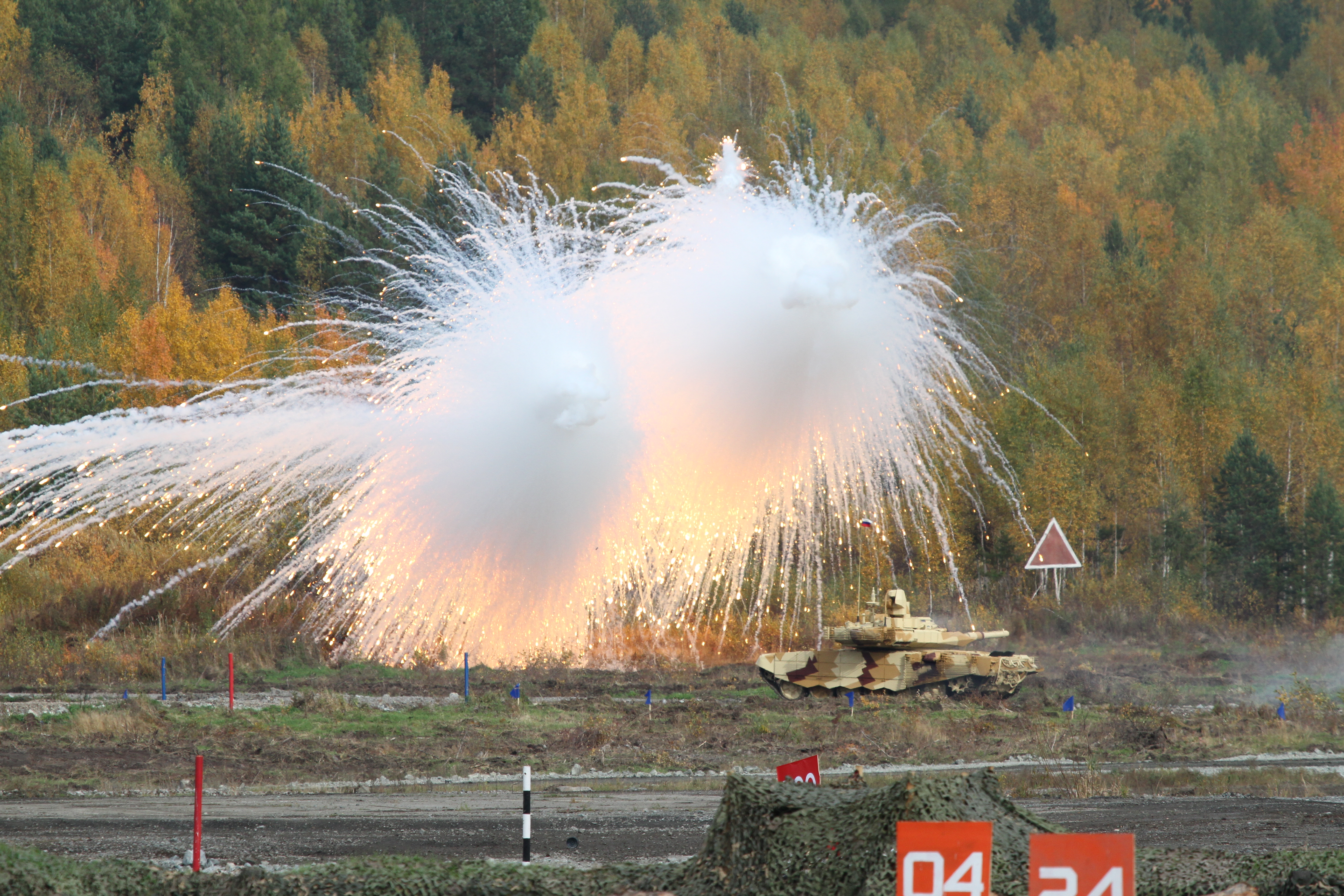
Xe tăng T-90SM phóng đạn khói ngụy trang, năm 2013

Tháng 1 năm 2017, chiếc T-90A đầu tiên bị phá hủy ở gần Khanasir bởi tên lửa chống tăng của ISIS, chỉ huy và pháo thủ rời xe sau khi bị bắn trúng trong khi lái xe bị thương đã được sơ tán sau đó Lá cờ trên tháp pháo cho thấy kíp xe là các chiến binh Hezbollah – lực lượng quân tình nguyện được Iran hậu thuẫn chiến đấu cùng với quân đội Syria. Cũng giống như lần đầu T-90A bị tên lửa tấn công hồi đầu năm 2016, cách vận hành kém, sự vô kỷ luật và hàng loạt sai lầm của kíp lái bị cho là nguyên nhân chính khiến chiếc T-90A bị mất. Sai lầm thứ nhất của kíp lái là đã không bật hệ thống Shtora trên chiếc T-90A (khiến xe bị trúng tên lửa), sai lầm thứ 2 là cắm lá cờ vàng trên tháp pháo khiến nó trở thành điểm ngắm dễ nhìn cho xạ thủ đối phương, sai lầm thứ ba là để mở nắp tháp pháo của xe trong quá trình tham chiến, sai lầm thứ 4 là việc kíp lái tự bỏ xe mà không kích hoạt hệ thống chữa cháy. Dù bị trúng liên tiếp 2 quả tên lửa nhưng ban đầu xe chỉ bị cháy nhỏ, nếu thành viên kíp xe tiến hành dập tắt lửa trên tháp pháo thì chiếc xe vẫn có thể hoạt động. Nhưng vì kíp lái đã tự bỏ xe chạy ra ngoài nên không có ai dập lửa, sau nhiều giờ ngọn lửa dần cháy lan vào trong xe khiến chiếc T-90 bị phá hủy
Tính đến hết năm 2018, chỉ có 4 trường hợp T-90 bị mất ở Syria, 1 chiếc là T-90 Model 1992 bị mất vào năm 2016 ở Aleppo, 3 chiếc còn lại là T-90A. Trong 4 trường hợp, chỉ có 1 chiếc là bị phá hủy (xe của Hezbollah bị trúng TOW-2 vào tháng 1/2017, tổ lái bỏ xe như đã nêu trên), 3 chiếc còn lại không bị phá hủy nhưng bị đối phương chiếm giữ vì tổ lái đã bỏ chạy giữa chừng (Trường hợp đầu tiên, xe bị hư hại do trúng TOW-2 và tổ lái bỏ xe lại. Trường hợp 2, không rõ bối cảnh, xe bị mảnh đạn làm hỏng cả ba kính ngắm và bị tổ lái bỏ lại. Trường hợp cuối là xe của đặc nhiệm Syria ở Dier Ezzor, IS nhân bão cát đã tấn công, thu được một xe T-90A còn nguyên vẹn trong xưởng bảo trì).
Khi so sánh với mức độ thiệt hại của M1 Abrams và Leopard-2A4, việc chỉ có 1 chiếc T-90A bị phá hủy sau 3 năm tham chiến (mà chủ yếu là do lỗi của kíp lái) là thành tích rất ấn tượng của T-90A so với các mẫu xe tăng phương Tây.
Thực tế cho thấy xe tăng Mỹ và Đức đã nhiều lần bị bắn cháy bằng súng phóng lựu hoặc tên lửa chống tăng được phát triển từ những năm 1970, trong khi đã có những chiếc T-90 trúng vài phát đạn vũ khí chống tăng nhưng vẫn sống sót và kíp điều khiển không hề hấn gì. Chuyên gia quân sự Andrei Koshkin đánh giá: "Khu vực Trung Đông từ lâu đã đánh giá cao khả năng hoạt động của xe tăng Liên Xô và Nga. Các dòng xe tăng T-62, T-72 tỏ ra rất phù hợp với khí hậu sa mạc, bán sa mạc và khô nóng tại Trung Đông... Mỹ luôn quảng cáo xe tăng M1 Abrams là dòng xe tăng hiệu quả tác chiến nhất thế giới, nhưng thực tế chiến trường mấy năm trở lại đây tại Iraq đã chỉ ra, xe tăng Mỹ dễ tổn thương và hiệu quả tác chiến thấp. Chính thực tế chiến trường đã chứng minh xe tăng Nga (T-90) có hiệu quả hơn hẳn xe tăng của các quốc gia khác. Điều này cũng giải thích tại sao xe tăng Nga đang được rất nhiều quốc gia Cận Đông quan tâm và đặt mua".

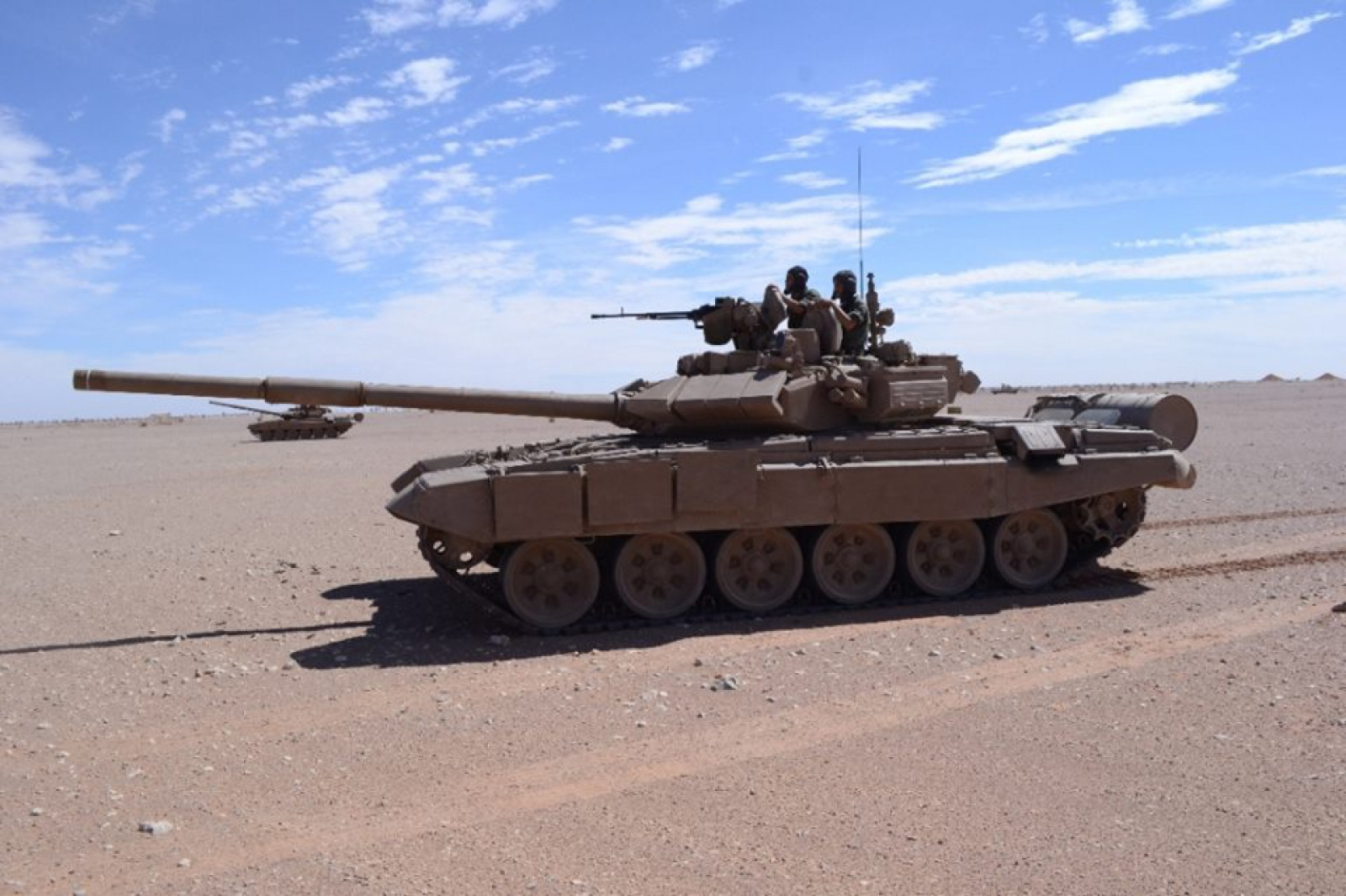
Xe tăng T-90 của Algeria trên sa mạc

Tổng giám đốc Công ty Uralvagonzavod (nơi sản xuất T-90), cho rằng sức mạnh của T-90 trên chiến trường Syria đã được minh chứng rõ ràng khi các tên lửa chống tăng rất khó tiêu diệt được nó, kể cả là các vũ khí chống tăng dùng đầu đạn kép (Tandem), chuyên dùng để phá giáp phản ứng nổ cũng bất lực trước T-90. Bởi màn trình diễn ấn tượng này, một số quốc gia như Việt Nam đã tỏ ra quan tâm và muốn mua loại xe tăng này Ông trả lời phỏng vấn: "Hiện nay ở Syria và nhiều quốc gia Trung Đông khác đang xảy ra các cuộc xung đột vũ trang, thực tế cho thấy ý nghĩa của khí tài thiết giáp do Nga sản xuất vẫn hết sức hữu dụng... Có lẽ, tất cả các chuyên gia quân sự trên thế giới đã xem những hình ảnh khi phiến quân tại Syria sử dụng các tổ hợp tên lửa chống tăng tốt nhất của Mỹ để tìm cách bắn hạ xe tăng T-90 của quân đội Syria và kết quả là cả xe tăng lẫn tổ lái đều bình yên. Điều này gây sự khó hiểu và hàng loạt những bình luận mang tính khâm phục... Chiến dịch quân sự tại Syria cho thấy sự ổn định và chất lượng khí tài quân sự do Uralvagonzavod sản xuất, trong đó xe tăng T-90 là minh chứng không thể hoàn hảo hơn."
Theo báo Quân đội nhân dân, trong khi tại Iraq, Yemen và Syria, xe tăng M1 Abrams và xe tăng Leopard 2 cùng chịu thất bại, thì nhiều hình ảnh về những xe tăng T-90 bị trúng đạn nhưng vẫn sống sót được công khai rộng rãi trên mạng xã hội và kênh truyền thông chính thống. Nhờ kết quả trên, Tập đoàn Uralvagonzavod, nơi sản xuất T-90, cho biết các đơn hàng đặt mua xe tăng Nga đã tăng gấp nhiều lần trong vài năm tới.
Chuyên gia quân sự Sebastien Roblin của tờ National Interest nhận xét rằng T-90A có kết quả chiến đấu rất khác biệt so với các loại xe tăng phương Tây như M1 Abrams, Leopard-2 và M60T Sabra. Một chiếc T-90A chỉ nặng khoảng 50 tấn, nhẹ hơn nhiều so với mức 60-70 tấn của xe tăng Leopard 2 hoặc M1A2 Abrams. Hệ thống nạp đạn tự động giúp tổ lái rút gọn chỉ còn ba người, khiến T-90A có hình dáng nhỏ gọn, khó bị phát hiện và bắn trúng trên chiến trường. Roblin nhận xét: "T-90A sở hữu nhiều lớp bảo vệ mà xe tăng Abrams và Leopard 2 không có, giúp nó đối phó hiệu quả với ATGM. Phần lớn thiệt hại của xe thiết giáp trong hàng chục năm gần đây đều bắt nguồn từ tên lửa và vũ khí chống tăng vác vai, chứ không phải do pháo chính trên xe tăng đối phương... Dòng T-90A tương đối thành công trên chiến trường, bất chấp những thiệt hại do khả năng phối hợp kém giữa lính bộ binh và tăng thiết giáp, vấn đề từ lâu của quân đội Syria. Không có chiếc T-90A nào bị phá hủy bởi vũ khí tầm ngắn như RPG-7 và RPG-29, do chúng luôn đóng vai trò yểm trợ hỏa lực tầm xa"

### Chiến tranh Ukraina

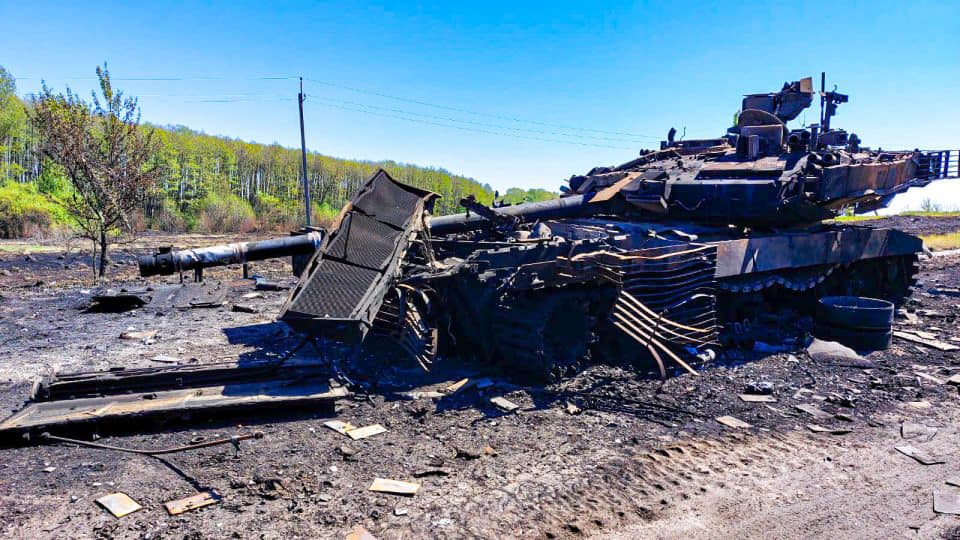
T-90M bị Lực lượng Phòng vệ Lãnh thổ Ukraine phá huỷ ở gần Kharkiv. Hình chụp ngày 19 tháng 6 năm 2022.

T-90M bị bắt trên chiến trường bởi Lữ đoàn Hoàng tử Konstanty Ostrogski số 30 của Ukraine

Trong cuộc chiến Nga-Ukraine năm 2022, xuất hiện trên internet nhiều hình ảnh về xe T-90A của quân đội Nga bị phá huỷ, bị Ukraine thu giữ hoặc bị tổ lái bỏ lại mà không rõ nguyên nhân. Trong cuộc chiến này, Ukraine đã sử dụng lượng tên lửa chống tăng rất lớn để chống lại xe tăng Nga. Chỉ trong vòng chưa đầy một tuần đầu chiến tranh, Hoa Kỳ và NATO đã chuyển hơn 17.000 vũ khí chống tăng cho Ucraine, bao gồm cả tên lửa kiểu mới nhất như Javelin Trước cuộc chiến Ukraine, Nga có khoảng 2.600 xe tăng đang hoạt động và 10.000 xe tăng trong kho, ở các trạng thái sửa chữa khác nhau, bao gồm kiểu xe mới nhất là T-90, nhưng phần lớn đội hình là những chiếc T-80 và T-72 cũ - nhiều chiếc được sản xuất trong Chiến tranh Lạnh hoặc ngay sau đó. Trong khi những chiếc T-90 đi kèm với các hệ thống nhắm mục tiêu và điện tử tinh vi, thì những chiếc T-80 và T-72 kém tiên tiến hơn.
Ngày 22 tháng 4 năm 2022, lần đầu tiên một chiếc T-90M Proryv-3 của quân đội Nga bị phá hủy hoàn toàn ở tỉnh Kharkiv. Dù dự đoán cho rằng T-90M có khả năng sống sót khá cao trước tên lửa chống tăng Javelin, có vẻ như trên thực tế, mẫu xe tăng này vẫn có thể bị tấn công. Những chiếc T-90M đầu tiên chỉ mới được trao cho một sư đoàn súng trường cơ giới của Nga tại Quân khu miền Tây vào mùa xuân năm 2020. Một số ước tính cho rằng chỉ có khoảng 100 chiếc T-90M đã được biên chế vào thời điểm Nga khởi động chiến sự vào tháng 2.
Ngày 19 tháng 9 năm 2022, bộ quốc phòng Ukraine công bố video tịch thu một chiếc T-90M Proryv-3 còn nguyên vẹn trong cuộc phản công tại tỉnh Kharkiv. Ngày 25 tháng 11 năm 2022, xuất hiện đoạn video về một chiếc T-90M Proryv-3 bị phá hủy trong đội hình một đoàn vận tải của Nga bị tiêu diệt ở Kyslivka, tỉnh Kharkiv. Ngày 4 tháng 12 năm 2022, chiếc T-90M Proryv-3 thứ 2 bị tịch thu trong trạng thái còn nguyên vẹn tại tỉnh Luhansk.
Phiên bản T-90M là loại xe tăng tiên tiến nhất của Nga trong cuộc chiến Hệ thống phòng thủ chủ động ARENA trên xe tăng T-90 (được cho là ngang ngửa với Trophy của Israel) được thiết kế để đánh chặn những tên lửa chống tăng lao tới xe, nhưng trong cuộc chiến Ukraina, chúng đã không được lắp đặt mà không rõ lý do Quân đội Ukraine tuyên bố đã dùng tên lửa chống tăng vác vai AT4 của Thụy Điển để tiêu diệt 1 chiếc T-90M ở khu vực lân cận 2 ngôi làng Novoselivske và Kuzemivka, vùng Luhansk. Một nguồn khác thì cho rằng chiếc T-90M này bị phá huỷ bởi đạn pháo bắn trúng nóc xe Tác giả David Hambling của tờ Forbes nhận định T-90 là nạn nhân của sai lầm về chiến thuật mà quân Nga gặp phải. Chiếc xe tăng đã tấn công về phía trước mà không có sự hỗ trợ của bộ binh - khiến nó trở nên cực kỳ dễ bị tổn thương. Đây là bài học mà Nga đã không học được trong giai đoạn đầu của cuộc chiến và lại đang tiếp tục với những xe tăng đắt tiền hơn. Những chiếc xe tăng T-72 cơ bản có giá khoảng 500.000 USD nhưng những chiếc T-90M mới được cho là có giá tới 4,5 triệu USD.
Đến ngày 20/2/2023, theo blog nguồn mở Oryx thống kê dựa trên các bức ảnh hoặc video trên internet, tổng cộng Nga đã mất 50 xe tăng T-90, bao gồm 34 chiếc T-90A (19 bị tiêu diệt, 2 bị tổ lái bỏ lại, 13 bị Ukraine bắt giữ), 6 chiếc T-90S (4 bị tiêu diệt, 1 bị hỏng và bỏ lại, 1 bị bắt giữ) và 10 chiếc T-90M (4 bị tiêu diệt, 4 bị hỏng, 2 bị bắt giữ). Thống kê của Oryx được nhiều hãng truyền thông lớn trên thế giới dẫn lại như CNN, Deutsche Welle, The Washington Post, Le Figaro Nikkei Asia, Bloomberg, Reuters, Al Jazeera, The Guardian, The Eurasian Times Tuy nhiên, Liên minh châu Âu cảnh báo rằng số liệu từ những nguồn mở như Oryx là thiếu chính xác, ví dụ như các hình ảnh và video được tuyên bố là các sự kiện khác nhau, nhưng thực tế là từ cùng một sự kiện được chụp từ các góc máy khác nhau. Trong tình hình chiến tranh, việc đếm sai như vậy có thể là vô tình hoặc có chủ đích. Do đó dữ liệu cần được kiểm tra và đưa vào ngữ cảnh trước khi công bố.
Ngày 12/1/2023, xuất hiện một video về T-90M làm chệch hướng tên lửa chống tăng tại khu vực Svatovo-Kremennaya ở Donbass. Theo Avia Pro, đoạn video cho thấy T-90M dường như đã kích hoạt hệ thống phòng thủ TShU-2 "Shtora-1" để vô hiệu hóa quả tên lửa Ukraine. Đây là video đầu tiên quay lại cảnh hệ thống Shtora-1 của T-90M hoạt động ở Ukraine.
Quân đội Ukraine trước đây đã và đang sử dụng các mẫu T-62 và T-72. Trung úy người Ukraine Oleksander Romanchuk, chỉ huy đại đội xe tăng và là cựu chiến binh 10 năm, nói với Eurasian Times: "Nếu bạn bắt gặp một chiếc T-90, bạn cần ba chiếc của chúng tôi để xử lý nó - hoặc rất may mắn."
Trong 1 đoạn video do kíp lái xe tăng T-90M ghi lại có thể thấy chiếc xe tăng Nga phá hủy toàn bộ tuyến phòng thủ của quân đội Ukraine, việc ngắm bắn được thực hiện cùng với máy bay không người lái, cho phép nhanh chóng phát hiện chuyển động của đối phương và tung ra các đòn tấn công chính xác từ khoảng cách xa bên ngoài tầm bắn của vũ khí Ukraine
Tờ Businessinsider của Mỹ cho rằng việc T-14 chậm trễ đi vào hoạt động sẽ khiến Nga không còn lựa chọn nào khác ngoài việc duy trì đội T-90 của mình trong tương lai gần. Tuy nhiên, lính xe tăng Nga lại tỏ rõ sự hài lòng với T-90M, gồm khả năng việt dã và di chuyển nhanh nhẹn, dữ liệu được hiển thị trên bảng điện tử, được trang bị một một máy phát điện cho phép khởi động xe ngay cả trong thời tiết lạnh nhất, và được phủ lớp ngụy trang giúp nó ít bị nhìn thấy hơn trong quang phổ hồng ngoại và các thiết bị dẫn đường bằng laser. Một thành viên của Ủy ban Quốc phòng Đức cho rằng, những chiếc xe tăng Leopard-2 của Đức gửi đến Ukraine vẫn không thể đối phó được với T-90M, nhất là trong môi trường chiến đấu đô thị
Các dây chuyền sản xuất T-90 của Nga đang tăng tốc giữa bối cảnh chiến tranh ở Ukraine. Việc 40-50 chiếc T-90 bị mất sau 1 năm giao tranh sẽ không ảnh hưởng nhiều đến cục diện chiến sự, bởi việc mở rộng sản xuất có thể cho phép quân đội Nga nhận thêm vài trăm chiếc T-90M trong năm 2023. Nhà máy UVZ trong thời kỳ Xô viết có khả năng sản xuất hơn 1.000 phương tiện có kích thước tương tự mỗi năm Chỉ trong 5 tháng đầu năm 2023, Nga cho biết nước này đã sản xuất được 600 xe tăng, hầu hết là T-90M

## Biến thể
- T-90 1992: nguyên mẫu.
- T-90K: mẫu tăng dành cho chỉ huy [151][152], với hệ thống liên lạc mới (rađiô R-163-50K) và hệ thống định vị mới (TNA-4-3).
- T-90E: mẫu T-90 xuất khẩu, không có Shtora nhưng có hệ thống phòng thủ chủ động được cải tiến.
  - T-90EK: mẫu T-90E chỉ huy với hệ thống liên lạc và định vị mới.

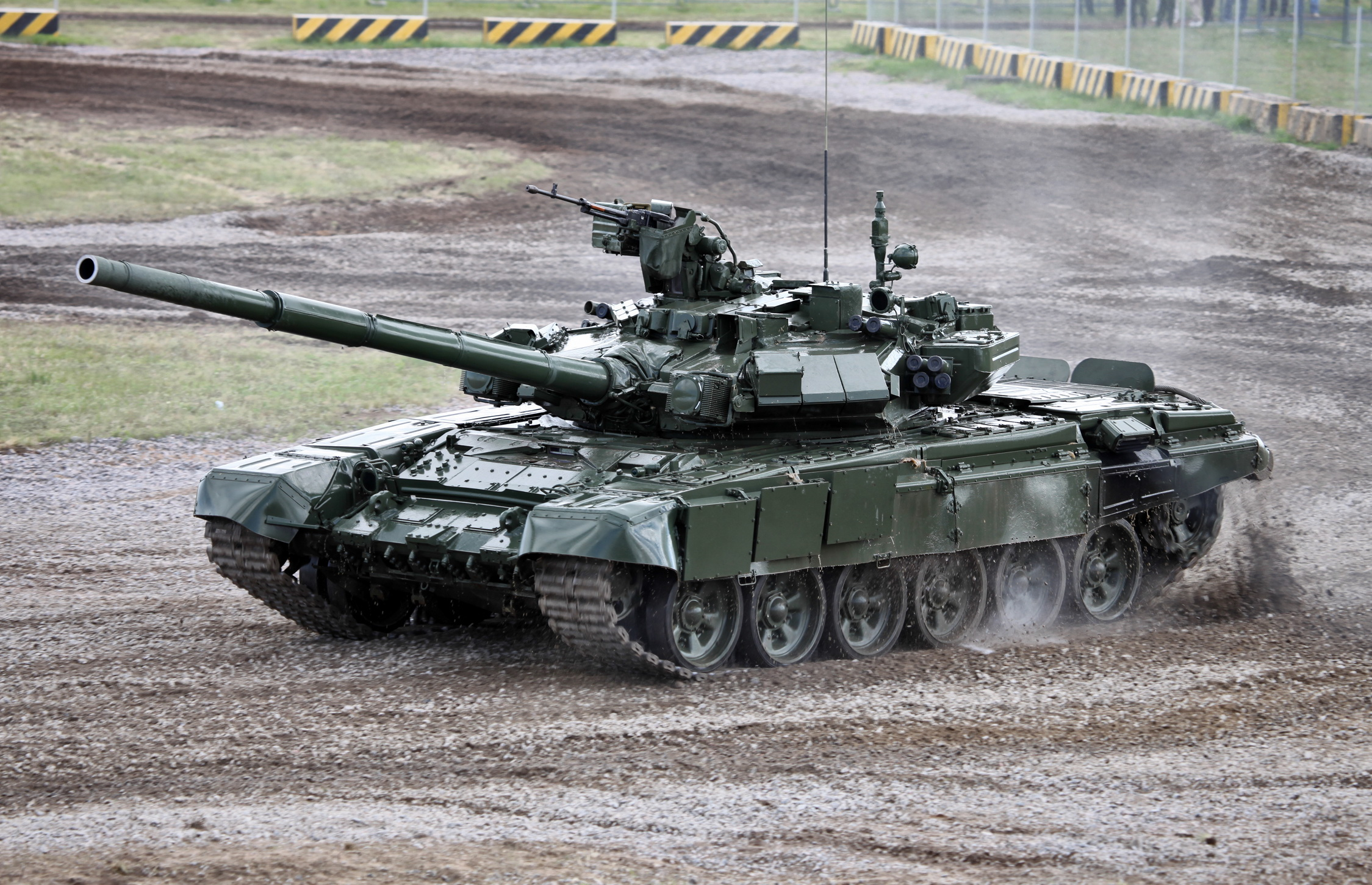
T-90A

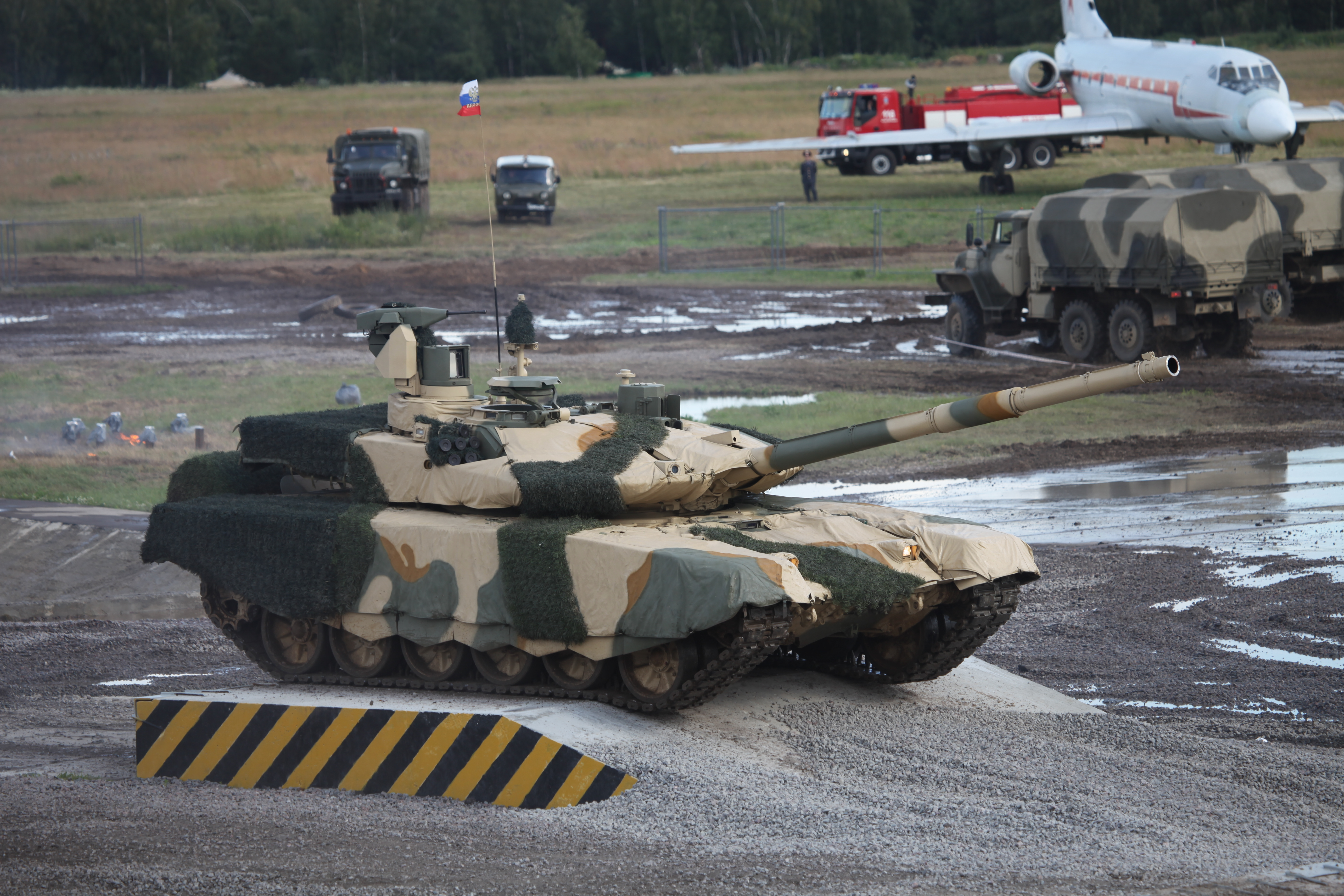
T-90SM

- T-90A (Obyekt 188A1): còn gọi là T-90 Vladimir, lấy theo tên của Thiết kế trưởng T-90 Vladimir Potkin, người qua đời năm 1999, cùng năm mẫu này được trình làng. Có tháp pháo hàn kiểu mới, kiên cố hơn 10-15% so với tháp pháo đúc trên T-90 nguyên thủy. Động cơ mới V-92S2, kính ngắm ảnh nhiệt đa kênh ESSA[153][154], hệ thống phòng thủ thụ động Shtora-1, bồn nhiên liệu chứa được đến 1000 lít xăng cùng một số nâng cấp khác. Toàn bộ số lượng xe tăng T-90A được sản xuất là để dành riêng cho quân đội Nga, đến năm 2015 Nga đã có tổng số vài trăm chiếc T-90A.
  - T-90AM - Phiên bản hiện đại hóa của T-90A.[155] Thiết kế tháp pháo được cải tiến và hiện đại hóa, sử dụng hệ thống điều khiển bắn "Kalina" được tích hợp hệ thống điều khiển và thông tin tác chiến, thiết bị nạp đạn tự động kiểu mới, pháo chính 125mm phiên bản 2A46M-5 được nâng cao độ chính xác, cũng như súng phòng không điều khiển từ xa "UDP T05BV-1". Giáp phản ứng nổ Kontakt-5 được thay thế bằng giáp Relikt có khả năng bảo vệ mạnh hơn.[156] Các nâng cấp khác bao gồm động cơ 1.130 mã lực, hệ thống điều hòa không khí và hệ thống định vị bằng vệ tinh. Năm 2015, Nga có kế hoạch nâng cấp toàn bộ số T-90A của mình lên phiên bản này.
  - T-90S: phiên bản xuất khẩu của T-90A. So với T-90A, T-90S bị cắt giảm một số tính năng. Mẫu này được các chuyên gia quân sự đánh giá là không hề thua kém các xe tăng cùng loại của các quốc gia khác, nhưng giá thành lại rẻ hơn 40-50%[30]. T-90S có hai biến thể với 2 kiểu giáp tháp pháo khác nhau[153]. T-90S cũng được trang bị thiết bị nhìn đêm mới.
    - T-90SA: T-90S xuất khẩu cho Algerie với các cải tiến nhằm phù hợp với khí hậu nhiệt đới dựa trên các kinh nghiệm tại Ấn Độ.[157]
    - T-90SK: mẫu tăng chỉ huy của T-90S với hệ thống liên lạc và định vị mới. Hệ thống lập trình đạn nổ trên không AINET
    - T-90S Bhisma: Mẫu T-90S sản xuất tại Ấn Độ. Không có các hệ thống phòng vệ chủ động như ARENA hoặc Shtora-1 do Ấn Độ không đặt mua.
    - T-90SM: Phiên bản hiện đại hóa của T-90S.[158][159] Động cơ 1.130 mã lực, camera hồng ngoại kiểu mới, thiết bị ngắm dành cho xạ thủ PNM Sosna-U có tầm quan sát ban đêm đạt tới 3.300 mét, tháp súng máy điều khiển từ xa 7,62mm UDP T05BV-1 RWS, hệ thống định vị toàn cầu GLONASS và giáp phản ứng nổ thế hệ 3 "Relikt" thay thế cho Kontakt-5[160][161][162] Phía sau tháp pháo được gắn thêm khoang chứa đạn phụ (chứa được thêm 10 viên đạn pháo.
    - T-90S dành cho Iraq: Phiên bản T-90S cho Iraq. Đèn nhiễu OTShU-1-7 bị tháo bỏ, đồng thời có thêm một số thiết bị phụ theo yêu cầu của Iraq. Xe được gắn thêm bộ điều hòa nhiệt độ KTE-VT phía trái tháp pháo (do Iraq có khí hậu rất nóng bức). Máy phát điện phụ trợ - APU được gắn phía sau đuôi, cho phép kíp lái vận hành các hệ thống điện tử (và cả điều hòa nhiệt độ) mà không cần phải khởi động động cơ chính, giúp làm giảm tiêu hao nhiên liệu và tránh bộc lộ tín hiệu hồng ngoại trước các phương tiện trinh sát của đối phương. Kính ngắm của trưởng xe và pháo thủ có thêm các tấm thép bảo vệ bên ngoài, giúp chúng an toàn trước sóng xung kích từ các vụ nổ hay mảnh đạn, đất đá văng vào gây hư hại.

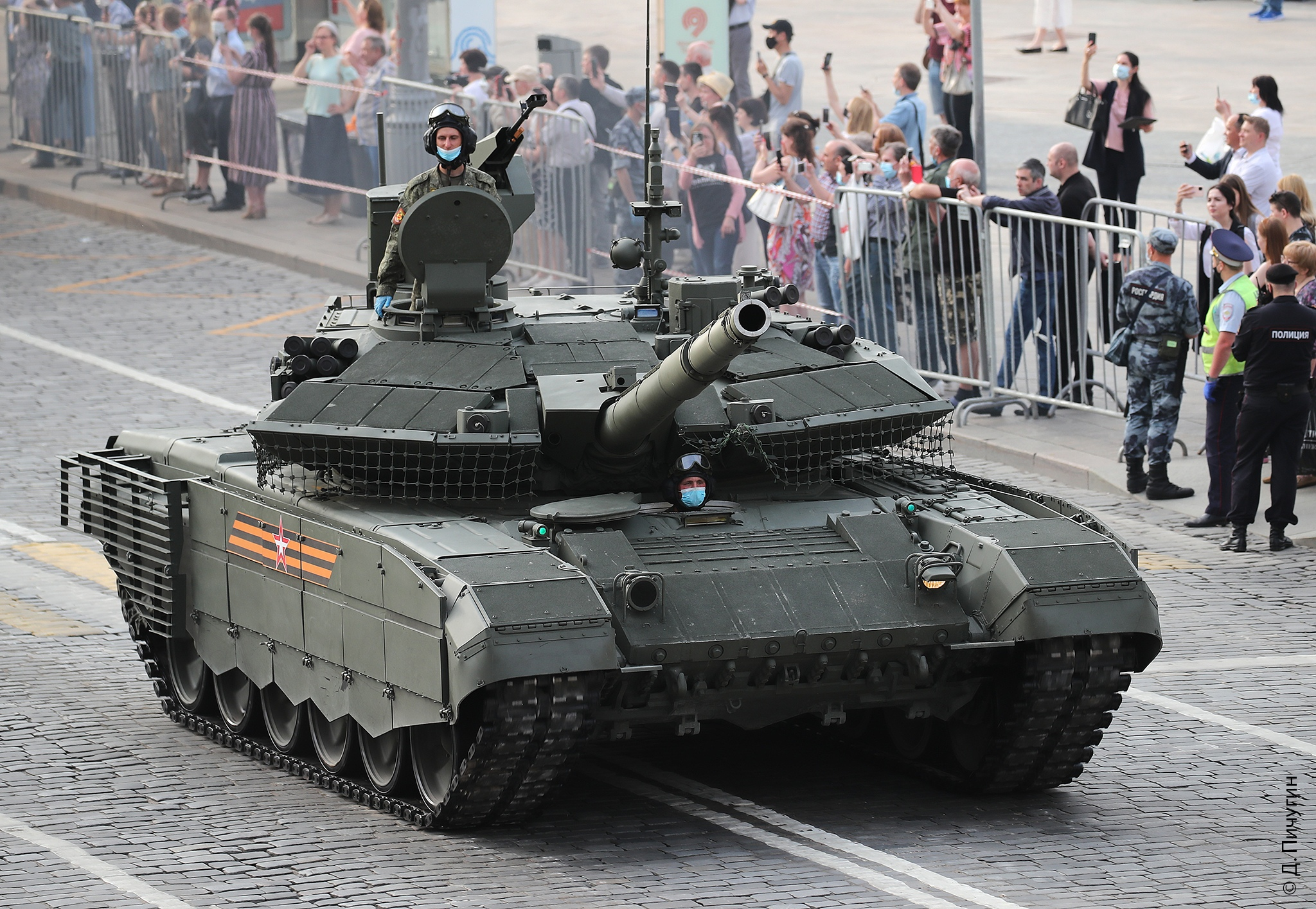
T-90M

- T-90MT-90M "Proryv-3" (tiếng Nga: Прорыв, nghĩa là "Đột phá"): Phiên bản hiện đại hóa, giới thiệu cuối năm 2016. Xe áp dụng nhiều công nghệ mới trên T-14 Armata, bao gồm: sử dụng mẫu động cơ mới công suất lên đến 1.130 mã lực (mạnh hơn 130 mã lực so với T-90A); trang bị hệ thống chỉ huy và kiểm soát chiến đấu mới cùng với hệ thống điều khiển hỏa lực "Kalina", có khả năng bám bắt mục tiêu tự động và máy tính điều khiển hỏa lực thế hệ mới có tốc độ và độ chính xác trong xử lý cao hơn; dùng giáp phản ứng nổ thế hệ 3 "Relikt" thay thế loại Kontakt-5 (thế hệ 2) trên T-90A; trang bị pháo 125mm nòng trơn 2A46M-5. Khối lượng dự kiến của T-90M là 50 tấn, nặng hơn 2 tấn so với T-90SM và 3,5 tấn so với T-90A. Nga có kế hoạch nâng cấp khoảng 400 xe tăng T-90A sản xuất từ đầu những năm 1990 lên chuẩn T-90M.

#### Biến thể
- BREM-72: xe phục hồi thiết giáp [153].
- MTU-90: Xe thiết giáp bắc cầu với chiếc "cầu" MLC30
- IMR-3: Xe công binh chiến đấu.
- BMR-3: Xe gỡ mìn.

## Quốc gia sử dụng
- Nga: Theo kế hoạch ban đầu của Bộ Quốc phòng Nga, số lượng T-90 trong lực lượng vũ trang phải đạt đến 1.400 xe[163] Tuy nhiên sau đó Nga giảm số lượng T-90 mua mới để chuyển sang nâng cấp tận dụng số lượng T-72 và T-80 vẫn còn tồn rất nhiều để tiết kiệm chi phí. Đầu năm 2022, Nga có 417 chiếc T-90/T-90A và T-90M đang hoạt động, 200 chiếc khác trong kho lưu trữ[164] Tất cả những chiếc T-90 này sẽ được nâng cấp lên T-90M từ 2020 tới 2025.[165] Khi chiến tranh Nga-Ucraina nổ ra vào tháng 2/2022, Nga đã nối lại việc sản xuất mới T-90 và đảy nhanh việc nâng cấp T-90 cũ lên T-90M[166][167]
- Algérie: 185 chiếc được chuyển giao vào năm 2009 và 120 chiếc được bàn giao vào năm 2011 với trị giá lên đến 470 triệu Đô la Mỹ.[168][169][170].
- Ấn Độ: 1.250 xe T-90 tính đến thời điểm 2015[171]: Nhà máy Heavy Vehicle Factory (HVF) ở Avadi đã chuyển giao 24 chiếc trong giai đoạn 2009-10, 51 chiếc trong năm 2010-11, 50 chiếc năm 2012, và dự tính 1.000 chiếc nữa sẽ được Ấn Độ tự sản xuất cho đến năm 2020.[76][172][173] Ngoài ra còn có hợp đồng trang bị 354 xe tăng T-90SM trị giá 100 tỷ crone (1,6 tỷ USD) cho 6 trung đoàn dự kiến đóng ở biên giới giáp Trung Quốc.[86]
- Turkmenistan: đã đặt hàng 10 xe tăng T-90S vào năm 2009 trong một hợp đồng trị giá gần 30 triệu đô la Mỹ[174][175] và tiếp tục đặt hàng thêm 30 xe tăng nữa trong một hợp đồng năm 2011[176].
- Uganda: 44 Т-90S vào năm 2011. Được chuyển giao theo một hợp đồng ký vào năm 2010.[177][178][179]
- Azerbaijan: 100 chiếc.
- Kuwait: Mua 146 xe tăng T-90MS, tuy nhiên, thỏa thuận bị hoãn lại từ năm 2019[180][181]
- Iraq: Mua 73 xe tăng T-90SM vào năm 2017. Theo nhà sản xuất, Iraq đã chi 1 tỷ USD để mua T-90 (số tiền này mua được khoảng 200-250 xe tăng T-90), như vậy 73 xe tăng này chỉ là đợt giao hàng đầu tiên. 75 xe đã được giao hàng vào tháng 6/2018. Hai đợt giao hàng tiếp theo diễn ra vào tháng 4/2019.
- Việt Nam: Đặt mua 64 chiếc T-90S/SK để bổ sung cho lực lượng T-54/55.[182] Lô đầu tiên đã được chuyển tới Việt Nam vào ngày 31/12/2018, 64 xe đã giao hàng xong trong năm 2019. Phần lớn số lượng xe tăng T-90S và T-90SK này được biên chế tại Lữ đoàn 201 Xuân Mai (Hà Nội)